# 2003
Portal Geschichte | Portal Biografien | Aktuelle Ereignisse | Jahreskalender | Tagesartikel

◄ |
20. Jahrhundert |
21. Jahrhundert

◄ |
1970er |
1980er |
1990er |
2000er
| 2010er | 2020er | 2030er | ►

◄◄ |
◄ |
1999 |
2000 |
2001 |
2002 |
2003
| 2004 | 2005 | 2006 | 2007 | ► | ►►
 Jan.
| Feb.
| Mär.
| Apr.
| Mai
| Jun.
| Jul.
| Aug.
| Sep.
| Okt.
| Nov.
| Dez.
Staatsoberhäupter · Wahlen · Nekrolog  · Literaturjahr · Musikjahr · Filmjahr · Rundfunkjahr · Sportjahr
| Januar | Januar | Januar | Januar | Januar | Januar | Januar | Januar |
| Kw     | Mo     | Di     | Mi     | Do     | Fr     | Sa     | So     |
| ------ | ------ | ------ | ------ | ------ | ------ | ------ | ------ |
| 1      |        |        | 1      | 2      | 3      | 4      | 5      |
| 2      | 6      | 7      | 8      | 9      | 10     | 11     | 12     |
| 3      | 13     | 14     | 15     | 16     | 17     | 18     | 19     |
| 4      | 20     | 21     | 22     | 23     | 24     | 25     | 26     |
| 5      | 27     | 28     | 29     | 30     | 31     |        |        |

| Februar | Februar | Februar | Februar | Februar | Februar | Februar | Februar |
| Kw      | Mo      | Di      | Mi      | Do      | Fr      | Sa      | So      |
| ------- | ------- | ------- | ------- | ------- | ------- | ------- | ------- |
| 5       |         |         |         |         |         | 1       | 2       |
| 6       | 3       | 4       | 5       | 6       | 7       | 8       | 9       |
| 7       | 10      | 11      | 12      | 13      | 14      | 15      | 16      |
| 8       | 17      | 18      | 19      | 20      | 21      | 22      | 23      |
| 9       | 24      | 25      | 26      | 27      | 28      |         |         |

| März | März | März | März | März | März | März | März |
| Kw   | Mo   | Di   | Mi   | Do   | Fr   | Sa   | So   |
| ---- | ---- | ---- | ---- | ---- | ---- | ---- | ---- |
| 9    |      |      |      |      |      | 1    | 2    |
| 10   | 3    | 4    | 5    | 6    | 7    | 8    | 9    |
| 11   | 10   | 11   | 12   | 13   | 14   | 15   | 16   |
| 12   | 17   | 18   | 19   | 20   | 21   | 22   | 23   |
| 1    | 24   | 25   | 26   | 27   | 28   | 29   | 30   |
| 14   | 31   |      |      |      |      |      |      |

| April | April | April | April | April | April | April | April |
| Kw    | Mo    | Di    | Mi    | Do    | Fr    | Sa    | So    |
| ----- | ----- | ----- | ----- | ----- | ----- | ----- | ----- |
| 14    |       | 1     | 2     | 3     | 4     | 5     | 6     |
| 15    | 7     | 8     | 9     | 10    | 11    | 12    | 13    |
| 16    | 14    | 15    | 16    | 17    | 18    | 19    | 20    |
| 17    | 21    | 22    | 23    | 24    | 25    | 26    | 27    |
| 18    | 28    | 29    | 30    |       |       |       |       |

| Mai | Mai | Mai | Mai | Mai | Mai | Mai | Mai |
| Kw  | Mo  | Di  | Mi  | Do  | Fr  | Sa  | So  |
| --- | --- | --- | --- | --- | --- | --- | --- |
| 18  |     |     |     | 1   | 2   | 3   | 4   |
| 19  | 5   | 6   | 7   | 8   | 9   | 10  | 11  |
| 20  | 12  | 13  | 14  | 15  | 16  | 17  | 18  |
| 21  | 19  | 20  | 21  | 22  | 23  | 24  | 25  |
| 22  | 26  | 27  | 28  | 29  | 30  | 31  |     |

| Juni | Juni | Juni | Juni | Juni | Juni | Juni | Juni |
| Kw   | Mo   | Di   | Mi   | Do   | Fr   | Sa   | So   |
| ---- | ---- | ---- | ---- | ---- | ---- | ---- | ---- |
| 22   |      |      |      |      |      |      | 1    |
| 23   | 2    | 3    | 4    | 5    | 6    | 7    | 8    |
| 24   | 9    | 10   | 11   | 12   | 13   | 14   | 15   |
| 25   | 16   | 17   | 18   | 19   | 20   | 21   | 22   |
| 26   | 23   | 24   | 25   | 26   | 27   | 28   | 29   |
| 27   | 30   |      |      |      |      |      |      |

| Juli | Juli | Juli | Juli | Juli | Juli | Juli | Juli |
| Kw   | Mo   | Di   | Mi   | Do   | Fr   | Sa   | So   |
| ---- | ---- | ---- | ---- | ---- | ---- | ---- | ---- |
| 27   |      | 1    | 2    | 3    | 4    | 5    | 6    |
| 2    | 7    | 8    | 9    | 10   | 11   | 12   | 13   |
| 29   | 14   | 15   | 16   | 17   | 18   | 19   | 20   |
| 30   | 21   | 22   | 23   | 24   | 25   | 26   | 27   |
| 31   | 28   | 29   | 30   | 31   |      |      |      |

| August | August | August | August | August | August | August | August |
| Kw     | Mo     | Di     | Mi     | Do     | Fr     | Sa     | So     |
| ------ | ------ | ------ | ------ | ------ | ------ | ------ | ------ |
| 31     |        |        |        |        | 1      | 2      | 3      |
| 32     | 4      | 5      | 6      | 7      | 8      | 9      | 10     |
| 33     | 11     | 12     | 13     | 14     | 15     | 16     | 17     |
| 34     | 18     | 19     | 20     | 21     | 22     | 23     | 24     |
| 35     | 25     | 26     | 27     | 28     | 29     | 30     | 31     |

| September | September | September | September | September | September | September | September |
| Kw        | Mo        | Di        | Mi        | Do        | Fr        | Sa        | So        |
| --------- | --------- | --------- | --------- | --------- | --------- | --------- | --------- |
| 36        | 1         | 2         | 3         | 4         | 5         | 6         | 7         |
| 37        | 8         | 9         | 10        | 11        | 12        | 13        | 14        |
| 38        | 15        | 16        | 17        | 18        | 19        | 20        | 21        |
| 39        | 22        | 23        | 24        | 25        | 26        | 27        | 28        |
| 40        | 29        | 30        |           |           |           |           |           |

| Oktober | Oktober | Oktober | Oktober | Oktober | Oktober | Oktober | Oktober |
| Kw      | Mo      | Di      | Mi      | Do      | Fr      | Sa      | So      |
| ------- | ------- | ------- | ------- | ------- | ------- | ------- | ------- |
| 40      |         |         | 1       | 2       | 3       | 4       | 5       |
| 41      | 6       | 7       | 8       | 9       | 10      | 11      | 12      |
| 42      | 13      | 14      | 15      | 16      | 17      | 18      | 19      |
| 43      | 20      | 21      | 22      | 23      | 24      | 25      | 26      |
| 44      | 27      | 28      | 29      | 30      | 31      |         |         |

| November | November | November | November | November | November | November | November |
| Kw       | Mo       | Di       | Mi       | Do       | Fr       | Sa       | So       |
| -------- | -------- | -------- | -------- | -------- | -------- | -------- | -------- |
| 44       |          |          |          |          |          | 1        | 2        |
| 45       | 3        | 4        | 5        | 6        | 7        | 8        | 9        |
| 46       | 10       | 11       | 12       | 13       | 14       | 15       | 16       |
| 47       | 17       | 18       | 19       | 20       | 21       | 22       | 23       |
| 48       | 24       | 25       | 26       | 27       | 28       | 29       | 30       |

| Dezember | Dezember | Dezember | Dezember | Dezember | Dezember | Dezember | Dezember |
| Kw       | Mo       | Di       | Mi       | Do       | Fr       | Sa       | So       |
| -------- | -------- | -------- | -------- | -------- | -------- | -------- | -------- |
| 49       | 1        | 2        | 3        | 4        | 5        | 6        | 7        |
| 50       | 8        | 9        | 10       | 11       | 12       | 13       | 14       |
| 51       | 15       | 16       | 17       | 18       | 19       | 20       | 21       |
| 52       | 22       | 23       | 24       | 25       | 26       | 27       | 28       |
| 1        | 29       | 30       | 31       |          |          |          |          |

| Januar | Januar | Januar | Januar | Januar | Januar | Januar | Januar |
| Kw     | Mo     | Di     | Mi     | Do     | Fr     | Sa     | So     |
| ------ | ------ | ------ | ------ | ------ | ------ | ------ | ------ |
| 1      |        |        | 1      | 2      | 3      | 4      | 5      |
| 2      | 6      | 7      | 8      | 9      | 10     | 11     | 12     |
| 3      | 13     | 14     | 15     | 16     | 17     | 18     | 19     |
| 4      | 20     | 21     | 22     | 23     | 24     | 25     | 26     |
| 5      | 27     | 28     | 29     | 30     | 31     |        |        |

| Februar | Februar | Februar | Februar | Februar | Februar | Februar | Februar |
| Kw      | Mo      | Di      | Mi      | Do      | Fr      | Sa      | So      |
| ------- | ------- | ------- | ------- | ------- | ------- | ------- | ------- |
| 5       |         |         |         |         |         | 1       | 2       |
| 6       | 3       | 4       | 5       | 6       | 7       | 8       | 9       |
| 7       | 10      | 11      | 12      | 13      | 14      | 15      | 16      |
| 8       | 17      | 18      | 19      | 20      | 21      | 22      | 23      |
| 9       | 24      | 25      | 26      | 27      | 28      |         |         |

| März | März | März | März | März | März | März | März |
| Kw   | Mo   | Di   | Mi   | Do   | Fr   | Sa   | So   |
| ---- | ---- | ---- | ---- | ---- | ---- | ---- | ---- |
| 9    |      |      |      |      |      | 1    | 2    |
| 10   | 3    | 4    | 5    | 6    | 7    | 8    | 9    |
| 11   | 10   | 11   | 12   | 13   | 14   | 15   | 16   |
| 12   | 17   | 18   | 19   | 20   | 21   | 22   | 23   |
| 1    | 24   | 25   | 26   | 27   | 28   | 29   | 30   |
| 14   | 31   |      |      |      |      |      |      |

| April | April | April | April | April | April | April | April |
| Kw    | Mo    | Di    | Mi    | Do    | Fr    | Sa    | So    |
| ----- | ----- | ----- | ----- | ----- | ----- | ----- | ----- |
| 14    |       | 1     | 2     | 3     | 4     | 5     | 6     |
| 15    | 7     | 8     | 9     | 10    | 11    | 12    | 13    |
| 16    | 14    | 15    | 16    | 17    | 18    | 19    | 20    |
| 17    | 21    | 22    | 23    | 24    | 25    | 26    | 27    |
| 18    | 28    | 29    | 30    |       |       |       |       |

| Mai | Mai | Mai | Mai | Mai | Mai | Mai | Mai |
| Kw  | Mo  | Di  | Mi  | Do  | Fr  | Sa  | So  |
| --- | --- | --- | --- | --- | --- | --- | --- |
| 18  |     |     |     | 1   | 2   | 3   | 4   |
| 19  | 5   | 6   | 7   | 8   | 9   | 10  | 11  |
| 20  | 12  | 13  | 14  | 15  | 16  | 17  | 18  |
| 21  | 19  | 20  | 21  | 22  | 23  | 24  | 25  |
| 22  | 26  | 27  | 28  | 29  | 30  | 31  |     |

| Juni | Juni | Juni | Juni | Juni | Juni | Juni | Juni |
| Kw   | Mo   | Di   | Mi   | Do   | Fr   | Sa   | So   |
| ---- | ---- | ---- | ---- | ---- | ---- | ---- | ---- |
| 22   |      |      |      |      |      |      | 1    |
| 23   | 2    | 3    | 4    | 5    | 6    | 7    | 8    |
| 24   | 9    | 10   | 11   | 12   | 13   | 14   | 15   |
| 25   | 16   | 17   | 18   | 19   | 20   | 21   | 22   |
| 26   | 23   | 24   | 25   | 26   | 27   | 28   | 29   |
| 27   | 30   |      |      |      |      |      |      |

| Juli | Juli | Juli | Juli | Juli | Juli | Juli | Juli |
| Kw   | Mo   | Di   | Mi   | Do   | Fr   | Sa   | So   |
| ---- | ---- | ---- | ---- | ---- | ---- | ---- | ---- |
| 27   |      | 1    | 2    | 3    | 4    | 5    | 6    |
| 2    | 7    | 8    | 9    | 10   | 11   | 12   | 13   |
| 29   | 14   | 15   | 16   | 17   | 18   | 19   | 20   |
| 30   | 21   | 22   | 23   | 24   | 25   | 26   | 27   |
| 31   | 28   | 29   | 30   | 31   |      |      |      |

| August | August | August | August | August | August | August | August |
| Kw     | Mo     | Di     | Mi     | Do     | Fr     | Sa     | So     |
| ------ | ------ | ------ | ------ | ------ | ------ | ------ | ------ |
| 31     |        |        |        |        | 1      | 2      | 3      |
| 32     | 4      | 5      | 6      | 7      | 8      | 9      | 10     |
| 33     | 11     | 12     | 13     | 14     | 15     | 16     | 17     |
| 34     | 18     | 19     | 20     | 21     | 22     | 23     | 24     |
| 35     | 25     | 26     | 27     | 28     | 29     | 30     | 31     |

| September | September | September | September | September | September | September | September |
| Kw        | Mo        | Di        | Mi        | Do        | Fr        | Sa        | So        |
| --------- | --------- | --------- | --------- | --------- | --------- | --------- | --------- |
| 36        | 1         | 2         | 3         | 4         | 5         | 6         | 7         |
| 37        | 8         | 9         | 10        | 11        | 12        | 13        | 14        |
| 38        | 15        | 16        | 17        | 18        | 19        | 20        | 21        |
| 39        | 22        | 23        | 24        | 25        | 26        | 27        | 28        |
| 40        | 29        | 30        |           |           |           |           |           |

| Oktober | Oktober | Oktober | Oktober | Oktober | Oktober | Oktober | Oktober |
| Kw      | Mo      | Di      | Mi      | Do      | Fr      | Sa      | So      |
| ------- | ------- | ------- | ------- | ------- | ------- | ------- | ------- |
| 40      |         |         | 1       | 2       | 3       | 4       | 5       |
| 41      | 6       | 7       | 8       | 9       | 10      | 11      | 12      |
| 42      | 13      | 14      | 15      | 16      | 17      | 18      | 19      |
| 43      | 20      | 21      | 22      | 23      | 24      | 25      | 26      |
| 44      | 27      | 28      | 29      | 30      | 31      |         |         |

| November | November | November | November | November | November | November | November |
| Kw       | Mo       | Di       | Mi       | Do       | Fr       | Sa       | So       |
| -------- | -------- | -------- | -------- | -------- | -------- | -------- | -------- |
| 44       |          |          |          |          |          | 1        | 2        |
| 45       | 3        | 4        | 5        | 6        | 7        | 8        | 9        |
| 46       | 10       | 11       | 12       | 13       | 14       | 15       | 16       |
| 47       | 17       | 18       | 19       | 20       | 21       | 22       | 23       |
| 48       | 24       | 25       | 26       | 27       | 28       | 29       | 30       |

| Dezember | Dezember | Dezember | Dezember | Dezember | Dezember | Dezember | Dezember |
| Kw       | Mo       | Di       | Mi       | Do       | Fr       | Sa       | So       |
| -------- | -------- | -------- | -------- | -------- | -------- | -------- | -------- |
| 49       | 1        | 2        | 3        | 4        | 5        | 6        | 7        |
| 50       | 8        | 9        | 10       | 11       | 12       | 13       | 14       |
| 51       | 15       | 16       | 17       | 18       | 19       | 20       | 21       |
| 52       | 22       | 23       | 24       | 25       | 26       | 27       | 28       |
| 1        | 29       | 30       | 31       |          |          |          |          |

## Ereignisse

### Politik

#### Januar
- 01. Januar: Pascal Couchepin wird Bundespräsident der Schweiz.
- 01. Januar: Angola und Deutschland gehören als nichtständige Mitglieder für zwei Jahre dem UN-Sicherheitsrat an.
- 01. Januar: Luiz Inácio Lula da Silva wird Staatspräsident von Brasilien.
- 15. Januar: Ecuador. Lucio Gutiérrez Borbúa wird Staatspräsident.
- 19. Januar: In Kuba finden die dritten Direktwahlen zur Nationalversammlung statt.
- 22. Januar: Parlamentswahlen in den Niederlanden

#### Februar
- 01. Februar: Deutschland übernimmt für einen Monat den Vorsitz im Weltsicherheitsrat.
- 02. Februar: Bei Landtagswahlen in Niedersachsen und Hessen siegt die CDU jeweils deutlich.
- 02. Februar: Verfassungsänderung in Kirgisistan
- 04. Februar: Durch Parlamentsbeschluss erfolgte die Umbenennung von Jugoslawien in Serbien und Montenegro.
- 05. Februar: Armenien tritt der WTO bei.
- 09. Februar: Präsident Wladimir Putin, Russland, und Bundespräsident Johannes Rau, Deutschland, eröffnen die deutsch-russischen Kulturtage in Berlin.
- 10. Februar: Deutschland und die Niederlande übernehmen in Afghanistan die Führung der ISAF.
- 15. Februar: Weltweit demonstrieren etwa neun Millionen Menschen gegen den drohenden Irakkrieg.
- 21. Februar: Kroatien stellt in Athen, Griechenland, den Antrag auf Mitgliedschaft in der EU.
- 26. Februar: Rolandas Paksas wird als Staatspräsident Litauens vereidigt.
- 28. Februar: Václav Klaus wird in der Tschechischen Republik Staatspräsident.
- 000 Februar: In Folge eines Aufstands der Polizei in Bolivien kommt es zu Massenunruhen mit mehreren Toten und hunderten Verletzten.

#### März
- Österreich hat nach der Nationalratswahl 2002 große Probleme eine neue Regierung zu finden. ÖVP und FPÖ entschließen sich zu einer Neuauflage der im Vorjahr gescheiterten schwarz-blauen Koalition
- 01. März: Handelsabkommen zwischen der EU und dem Libanon
- 01. März: In Rawalpindi wird Chalid Scheich Mohammed von pakistanischen Sicherheitskräften festgenommen. Er steht im Verdacht, Chefplaner der Terroranschläge am 11. September 2001 gewesen zu sein.
- 08. März: Referendum in Malta über den Beitritt zur Europäischen Union.
- 11. März: Recep Tayyip Erdoğan wird Ministerpräsident in der Türkei.
- 12. März: Der serbische Ministerpräsident Zoran Đinđić wird in Belgrad vor dem Regierungsgebäude aus dem Hinterhalt von Scharfschützen erschossen.
- 14. März: Gründung des Business and Professional Women – Germany Club Saarbrücken e. V.
- 16. März: Parlamentswahlen in El Salvador
- 16. März: Parlamentswahlen in Finnland
- 17. März: Verfassungsänderung in Frankreich. Hauptpunkt: Dezentralisierung Frankreichs
- 20. März: Beginn des Dritten Golfkriegs: Die Regierung Deutschlands und weite Teile der deutschen Bevölkerung stellten sich zusammen mit Frankreich im Irak-Konflikt gegen die Kriegspolitik der USA und Großbritanniens. Seitens der USA erhielt sie dafür harsche Kritik, aber auch Unterstützung von Russland und China
- 23. März: Verfassungsänderung in Tschetschenien
- 23. März: 90 % der Bevölkerung Sloweniens stimmen in einer Volksabstimmung für einen EU-Beitritt
- 24. März: US-Präsident George W. Bush kündigt dem amerikanischen Volk in einer nur vier Minuten langen Rede den Beginn des Krieges gegen den Irak an
- 24. März: In Hamburg wird eine aus 20.000 Schülern bestehende Demonstration („Jugend gegen den Krieg“) nach Ausschreitungen von der Polizei gewaltsam aufgelöst.
- 26. März: Unterzeichnung des NATO-Beitrittsprotokolls in Brüssel durch Estlands Außenministerin Kristiina Ojuland

#### April
- 03. April: Serbien und Montenegro wird Mitglied im Europarat
- 04. April: Mehrere Hundert Menschen werden bei einem Massaker in Ituri, Demokratische Republik Kongo, getötet
- 09. April: Einmarsch der von den USA geführten Truppen in Bagdad, Irak
- 10. April: Estland. Juhan Parts wird Ministerpräsident
- 12. April: Bei einer Volksabstimmung in Ungarn stimmen 83,8 % für den geplanten EU-Beitritt. Die Wahlbeteiligung beträgt 45,6 %.
- 14. April: Militärputsch in Guinea-Bissau
- 15. April: Der palästinensische Terrorist Abu Abbas wird von US-Soldaten im Irak gefangen genommen. Er wird als in Italien verurteilter Drahtzieher der Entführung der Achille Lauro gesucht.
- 16. April: Estland und Malta unterzeichnen in Athen, Griechenland, den Beitrittsvertrag zur EU
- 17. April: Finnland. Anneli Jäätteenmäki wird Regierungschefin (für 63 Tage)
- 19. April: Nigeria. Staatspräsident Olusegun Obasanjo wird im Amt bestätigt
- 21. April: Die Koalitions-Übergangsverwaltung für den Irak wird gegründet
- 27. April: Dritte demokratische Wahlen im Jemen
- 27. April: Allgemeine Wahlen in Paraguay
- 29. April: Gemeinsame Erklärung auf dem Pralinengipfel in Brüssel, Belgien, von Deutschland, Frankreich, Luxemburg und Belgien zur Europäischen Sicherheits- und Verteidigungspolitik
- 30. April: Burundi. Domitien Ndayizeye wird Staatspräsident
- 30. April: Die Einwohner des Golfstaates Katar stimmen der ersten Verfassung seit der Unabhängigkeit von Großbritannien (1971) zu

#### Mai
- 01. Mai: Gipfeltreffen in Athen, Griechenland, zwischen Japan und der EU
- 01. Mai: US-Präsident George W. Bush erklärt den wesentlichen Teil der Kampfhandlungen im Irak für beendet
- 02. Mai: Albanien und die USA unterzeichnen ein Nichtauslieferungsabkommen amerikanischer Staatsbürger an den Internationalen Strafgerichtshof in Den Haag
- 08. Mai: Marokko Geburt von Moulay Hassan, Prinz von Marokko und Thronfolger von Mohammed VI.
- 11. Mai: Bei einem Referendum in Litauen stimmen 91,07 % der Abstimmenden für den Beitritt des Landes zur Europäischen Union.
- 16. Mai: Fünf islamistisch motivierte Anschläge in Casablanca kosten mehr als 40 Menschen das Leben und verletzen über 100 Personen.
- 16./17. Mai: Mehr als 90 % der Abstimmenden votieren in einem Referendum in der Slowakei für den EU-Beitritt.
- 18. Mai: Parlamentswahlen in Belgien
- 25. Mai: Argentinien. Néstor Kirchner wird nach der gewonnenen Wahl am 27. April Staatspräsident
- 25. Mai: Armenien. Wahl zur Nationalversammlung
- 26. Mai: Ruanda. 93 % Zustimmung zur neuen Verfassung

#### Juni

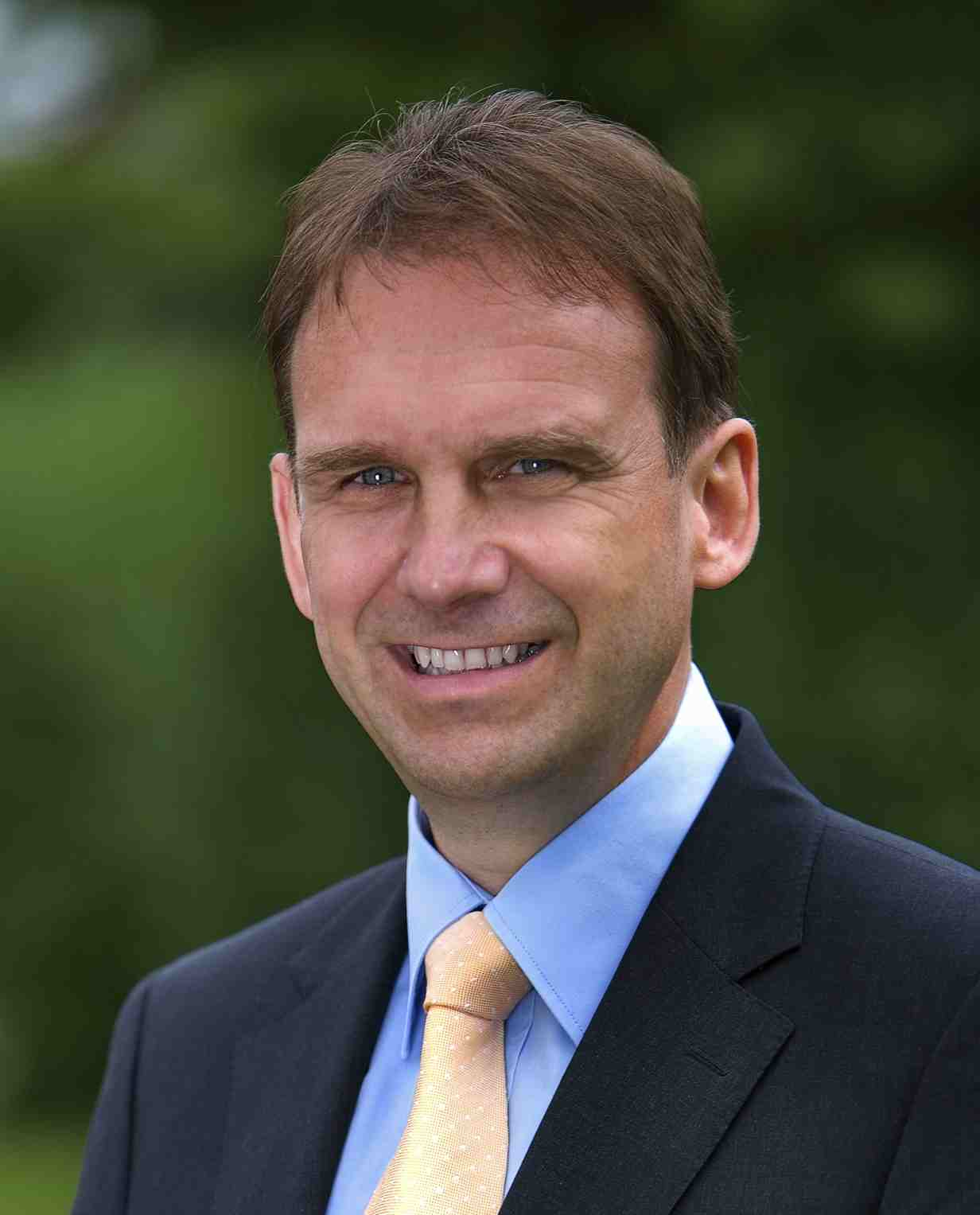
Dieter Althaus wird Ministerpräsident des Freistaates Thüringen.

- 01. Juni: Der Wechselkurs des Taka, Landeswährung in Bangladesch, zum US-Dollar wird freigegeben
- 01. Juni: In Deutschland tritt das neue Ladenschlussgesetz in Kraft
- 04. Juni: Surya Bahadur Thapa wird Premierminister von Nepal
- 05. Juni: Dieter Althaus wird Ministerpräsident des Freistaates Thüringen
- 07. Juni: Vier deutsche ISAF-Soldaten sterben bei einem Selbstmordanschlag auf einen Bus in Kabul
- 08. Juni: Ein Putschversuch in Mauretanien scheitert
- 08. Juni: In einem Referendum stimmen 77 % der Polen für den Beitritt in die EU
- 10. Juni: Deutschland. Hans Martin Bury wird zum Beauftragten für die deutsch-französische Zusammenarbeit ernannt
- 12. Juni: Vereidigung des Rumpfkabinetts in Nepal
- 14. Juni: In einem Referendum stimmen 77,3 % der Abstimmenden in Tschechien für den Beitritt zur Europäischen Union.
- 17. Juni: Parlamentswahlen in Jordanien
- 24. Juni: Finnland. Matti Vanhanen wird Ministerpräsident
- 24. Juni: Die USA frieren die Vermögen der 55 Personen auf der Liste der meistgesuchten ehemaligen irakischen Regimemitglieder ein

#### Juli
- 04. Juli: Gemeinsame Erklärung über die Beendigung des Krieges in Côte d’Ivoire
- 05. Juli: Parlamentswahlen in Kuwait
- 06. Juli: Sghaïr Ould M'Bareck wird Regierungschef in Mauretanien
- 06. Juli: Bei einem Referendum lehnt die Mehrheit der Abstimmenden in Korsika die vorgeschlagene Reform der Institutionen Korsikas ab.
- 06. Juli: Abgeordnetenwahl in Mexiko
- 15. Juli: Kuwait. Erstmals Trennung des Amtes des Kronprinzen und des Regierungschefs
- 16. Juli: Putsch in São Tomé und Príncipe durch unzufriedene Soldaten, während sich Staatspräsident Fradique de Menezes im Ausland befindet.
- 23. Juli: Der Putsch in São Tomé und Príncipe endet friedlich. Die beteiligten Soldaten ziehen sich in ihre Kasernen zurück und werden amnestiert – Präsident Fradique de Menezes kehrt aus dem Exil in Nigeria zurück und übernimmt wieder die Staatsgeschäfte
- 27. Juli: Parlamentswahlen in Kambodscha

#### August
- 05. August: Eine Autobombe explodiert vor dem J.W. Marriott Hotel in Jakarta und tötet zwölf Menschen. Verantwortlich für den Anschlag ist die indonesische Terrororganisation Jemaah Islamiyah.
- 08. August: René Harris wird Staatspräsident, Regierungschef und Außenminister in einer Person in Nauru.
- 11. August: Der Präsident von Liberia, Charles Taylor, geht ins Exil nach Nigeria.
- 11. August: Die NATO übernimmt die Kontrolle über afghanische Militäreinheiten.
- 15. August: Nicanor Duarte Frutos wird Staatspräsident in Paraguay.
- 16. August: Redmond/Vereinigte Staaten: Der Soft- und Hardwarehersteller Microsoft wehrt eine Großattacke des Computerwurms Lovesan, auch bekannt unter dem Namen „MS Blast“, auf seine Update-Rechner ab.[1]
- 18. August: Ein bilaterales Konsolidierungsabkommen über die Schulden Angolas gegenüber der Bundesrepublik Deutschland wird unterzeichnet.
- 18. August: Sahara-Geiselnahme 2003: Die letzten Geiseln der 177-tägigen Entführung werden freigelassen und von örtlichen Bewohnern in die Stadt Gao gebracht, von wo sie in ihre Heimatländer zurückkehren. Für Deutschland ist es die längste Entführung in der Geschichte der Bundesrepublik, und die zweitlängste weltweit.
- 19. August: Auf das UNO-Hauptquartier in Bagdad wird ein schwerer Anschlag verübt, bei dem 22 Personen ums Leben kommen, unter ihnen der Sondergesandte Sérgio Vieira de Mello.
- 22. August: Raketenexplosion in Brasilien 2003: Während eines Startversuchs explodiert eine VLS-1 Rakete der Agência Espacial Brasileira auf dem Starttisch in der Luftwaffenbasis Alcântara, Brasilien. Es starben 21 Menschen durch die Explosion.
- 27. August: Die maoistische Führung kündigt den Waffenstillstand in Nepal.
- 29. August: Bei einem Anschlag mit einer Autobombe wird unmittelbar nach dem Freitagsgebet der geistliche Führer der Schiiten im Irak, Muhammad Baqir al-Hakim, vor der Imam-Ali-Moschee in Nadschaf getötet. Mit ihm sterben mehr als 100 Menschen.
- 30. August: Der Premierminister Khin Nyunt von Myanmar verkündet die „Myanmar Roadmap to Democracy“.

#### September
- 05. September: Besuch der Königin Margrethe II. in Deutschland
- 05. September: Der deutsche Bundeskanzler Gerhard Schröder besucht Prag/Tschechien
- 09. September: Der deutsche Bundespräsident Johannes Rau stattet der Volksrepublik China einen Staatsbesuch ab
- 09. September: Jäger-Urteil des Europäischen Gerichtshofes (EuGH): der Bereitschaftsdienst von Ärzten in Deutschland ist nicht als Ruhezeit, sondern voll als Arbeitszeit zu werten. Dieses Urteil wurde durch den am 13. September 2005 abgeschlossenen TVöD mit Wirkung zum 1. Oktober 2005 für Angestellte der Bundesrepublik Deutschland und mit Wirkung zum 1. Januar 2006 für die Angestellten der deutschen Kommunen umgesetzt. Für die Angestellten der deutschen Bundesländer gelten seit dem 19. Mai 2006 entsprechende Regelungen des TV-L; für Ärzte wurden jeweils eigene Tarifverträge abgeschlossen. Durch das Arbeitszeitgesetz wird das EuGH-Urteil gesetzlich zum 1. Januar 2007 umgesetzt.
- 10. September: Mijailo Mijailović sticht in einem Stockholmer Kaufhaus Schwedens Außenministerin Anna Lindh nieder, die einen Tag später ihren schweren Verletzungen erliegt.
- 11. September: Kuba. Das spanische Kulturinstitut wird von der kubanischen Regierung geschlossen.
- 11. September: Das Internationale Protokoll über die biologische Sicherheit tritt in Kraft.

Flagge Estlands

- 14. September: Volksabstimmung in Estland über den geplanten EU-Beitritt
- 14. September: Erneuter Militärputsch in Guinea-Bissau
- 20. September: Referendum in Lettland über den Beitritt zur Europäischen Union
- 21. September: Landtagswahl in Bayern
- 22. September: Henrique Pereira Rosa wird Staatspräsident von Guinea-Bissau
- 24. September: Die Regierung Litauens beschließt den Verkauf der Anteile am russischen Unternehmen Gazprom
- 24. September: Karlsruhe. Das Bundesverfassungsgericht verkündet das Kopftuchurteil
- 28. September: Italien. Großflächiger Stromausfall (Blackout) von 3 Uhr bis etwa 15 Uhr

#### Oktober
- 04. Oktober: Oman. Erste Wahlen, bei denen alle Personen über 21, auch Frauen, wahlberechtigt sind
- 05. Oktober: Präsidentschaftswahlen in Tschetschenien
- 07. Oktober: Der Republikaner Arnold Schwarzenegger gewinnt die Recall-Wahlen in Kalifornien gegen den regierenden Demokraten Gray Davis und wird damit zum Gouverneur von Kalifornien gewählt.
- 09. Oktober: In Togliatti wird der Chefredakteur Alexej Sidorow der unabhängigen russischen Wochenzeitung Toljattinskoje Obosrenije überfallen und ermordet. Das Blatt hat zuvor mehrmals über kriminelle Machenschaften in der Stadt berichtet.
- 12. Oktober: Kommunalwahlen in Albanien mit leichten Stimmengewinnen für die Opposition
- 13. Oktober: Die Außenminister Joschka Fischer (Deutschland), Dominique de Villepin (Frankreich) und Lydie Polfer (Luxemburg) eröffnen das Pierre-Werner-Institut in Luxemburg
- 14. Oktober: Gyude Bryant wird Staats- und Regierungspräsident der Übergangsregierung in Liberia
- 15. Oktober: Aserbaidschan. İlham Əliyev wird zum Präsidenten gewählt
- 17. Oktober: Das deutsche Auswärtige Amt unterstützt Frauenprojekte in Kandahar/Afghanistan, mit 1 Mio. Euro
- 17. Oktober: Bolivien. Staatspräsident und Regierungschef wird Carlos Mesa, Präsident Gonzalo Sánchez de Lozada tritt zurück
- 17. Oktober: Deutschland und die Tschechische Republik treffen ein Abkommen über Sozialversicherung
- 17. Oktober: In Österreich wird die nullkommasieben-Kampagne gestartet
- 18. Oktober: Rumänien nimmt eine neue Verfassung an
- 19. Oktober: Parlamentswahlen in der Schweiz
- 24. Oktober: Deutschland verstärkt sein Engagement in Afghanistan und richtet im Herbst 2003 zwei Außenstellen der Botschaft Kabul in Kundus und Herat ein
- 25. Oktober: Faisal al-Fayiz wird Premierminister in Jordanien
- 27. Oktober: Sicherheitskonferenz in Mexiko
- 29. Oktober: Der deutsche Bundeskanzler Gerhard Schröder besucht Bratislava, Slowakei
- 30. Oktober: Ein bilaterales Investitionsschutz und -förderungsabkommen wird in Luanda, Angola, unterzeichnet
- 30. Oktober: Erster Besuch des deutschen Bundeskanzlers Gerhard Schröder in Kroatien

#### November
- 02. November: Georgien. Dritte Parlamentswahlen. Wahlfälschung überschattet diese Wahlen
- 05. November: Besuch des litauischen Staatspräsidenten Rolandas Paksas in Deutschland
- 12. November: Das deutsche Auswärtige Amt unterstützt die Winternothilfe in Afghanistan mit 1,2 Mio. Euro
- 23. November: Georgien. Rücktritt Eduard Schewardnadses
- 23. November: Parlamentswahlen in Kroatien
- 28. November: Der deutsche Bundesaußenminister Joschka Fischer eröffnet ein Akademisches Jahr am Europa-Kolleg in Brügge/Belgien

#### Dezember

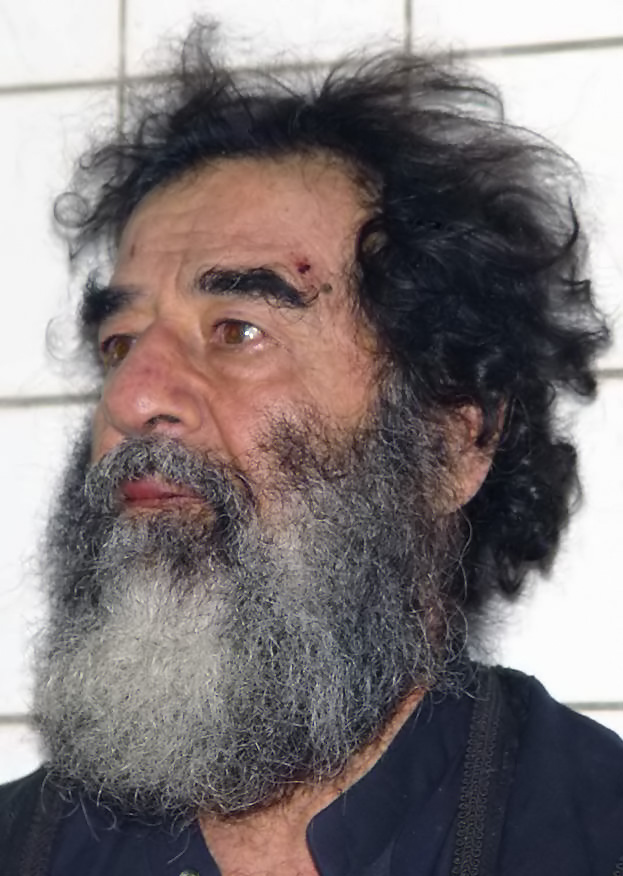
Saddam Hussein wird bei Tikrit festgenommen.

- 01. Dezember: Der deutsche Bundeskanzler Gerhard Schröder besucht die Volksrepublik China bereits zum fünften Mal
- 02. Dezember: Das Element Darmstadtium (Ds), Ordnungszahl 110, wird offiziell getauft
- 07. Dezember: Wahlen zur Duma in Russland
- 08. Dezember: Simbabwe tritt aus dem Commonwealth aus.
- 09. Dezember: Der Hamburger Senat aus CDU, FDP und der Partei Rechtsstaatlicher Offensive scheitert nach etwas über zwei Jahren. Es werden Neuwahlen ausgerufen.
- 10. Dezember: Schweiz: nach 44 Jahren wird die Zauberformel gesprengt. Damit erhält die SVP einen zweiten Sitz und Christoph Blocher wird in den Bundesrat gewählt.
- 10. Dezember: Abkommen zwischen Russland und Deutschland über Reiseerleichterungen
- 12. Dezember: Paul Martin wird Premierminister von Kanada.
- 12. Dezember: Das 31. Kabinett übernimmt in San Marino die Regierungsgeschäfte.
- 13. Dezember: Irak: Saddam Hussein wird bei Tikrit festgenommen.
- 15. Dezember: Internationales Forum zum Thema Myanmar in Bangkok/Thailand
- 20. Dezember: Im Abkommen von Moroni, Komoren, werden freie und demokratische Wahlen festgeschrieben.
- 23. Dezember: Ivo Sanader wird Regierungschef in Kroatien.

### Wirtschaft

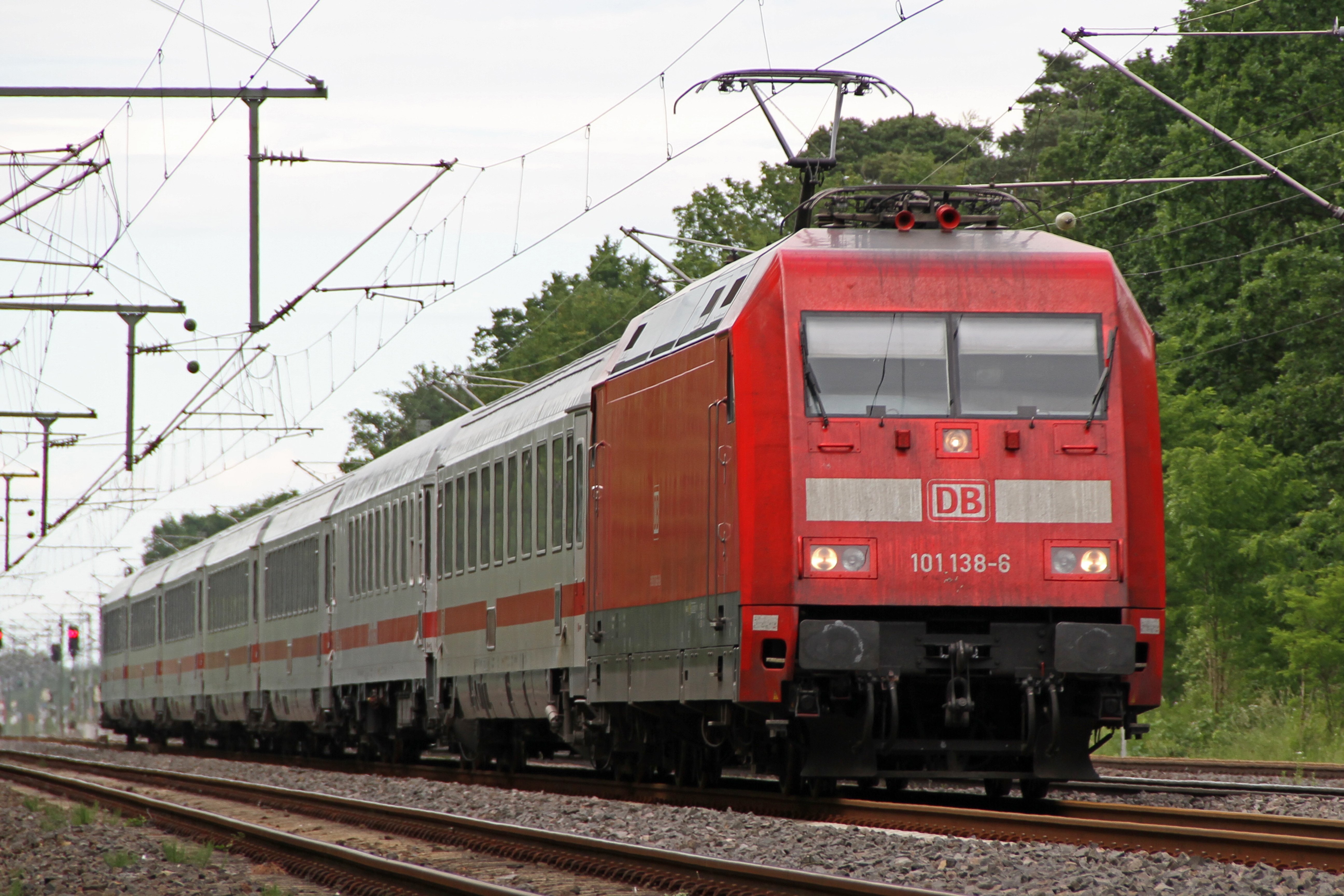
Baureihe 101 mit InterCity

- Die Deutsche Bahn nimmt nach Umsatzverlusten Teile des neuen Preissystems zurück und führt die „Bahncard 50“ ein, mit der man wieder um 50 Prozent reduzierte Fahrkarten ohne Zugbindung erwerben kann
- Der Medienkonzern AOL Time Warner streicht das AOL aus seinem Namen, nachdem AOL und Time Warner 2001 fusionierten
- 01. Januar: Die EU verbietet die irreführenden Bezeichnungen „light“ und „mild“ für Zigaretten
- 27. Februar: Doppelbesteuerungsabkommen zwischen Deutschland und Tadschikistan
- 14. März: Der mautpflichtige Westerscheldetunnel wird eröffnet. Er ist der längste Straßentunnel der Niederlande.
- 01. April: Der deutsche Verpackungsmittelkonzern Schmalbach-Lubeca geht in die Ball Packaging Europe über
- 04. April: Der bundesweit im Mittelwellenbereich zu empfangende Popmusiksender Megaradio stellt wegen Insolvenz seinen Betrieb ein
- Juni: Ein vierwöchiger Streik der IG Metall in Ostdeutschland für die Einführung der 35-Stunden-Woche bleibt erfolglos
- 05. Juni: der Neue Markt, ein Segment der Börse, wird wieder geschlossen.
- 20. Juni: Die Non-Profit-Organisation Wikimedia Foundation wird in Saint Petersburg in Florida gegründet. Sie erhält alle mit der Wikipedia oder ihren Schwesterprojekten in Zusammenhang stehenden Rechte an Namen und Domains sowie Server übertragen.
- 10. Oktober: Das Wasserstraßenkreuz Magdeburg wird in Betrieb genommen und verkürzt die Fahrzeit von Binnenschiffen in Ost-West-Richtung um vier Stunden.
- 11. November: Der in Birresborn angesiedelte Birresborner Phönix Sprudel wird wegen verunreinigter Quellen geschlossen
- Das geplante satellitengestützte Autobahnmautsystem kann wegen technischer Probleme nicht planmäßig den Betrieb aufnehmen; seine Einführung wird Ende Dezember 2003 auf das dritte Quartal 2004 verschoben
- Dezember: Das italienische Unternehmen Parmalat meldet Insolvenz an
- 22. Dezember: Das Bankhaus Löbbecke wird zu 100 % Tochter der M.M.Warburg & CO
- Taobao, die größte Handelsplattform Asiens geht online.

### Bildung, Wissenschaft und Technik

Logo der Universität Duisburg-Essen

- 01. Januar: Die Universitäten Essen und Duisburg fusionieren zur Universität Duisburg-Essen.
- 01. Januar: Die Universitätskliniken Kiel und Lübeck fusionieren zum Universitätsklinikum Schleswig-Holstein.
- 05. Januar: Der optische Durchgang (Transit) des Planeten Saturn durch den Krebsnebel ermöglicht eine Untersuchung der Gashülle des Mondes Titan.
- 01. Februar: Im Abschluss des 16-tägigen Forschungsaufenthalts zerbricht und verglüht die Raumfähre Columbia der Mission STS-107 15 Minuten vor der Landung bei Cape Canaveral. Alle sieben Besatzungsmitglieder, fünf Männer und zwei Frauen, kommen ums Leben.
- 10. April: Air France und British Airways erklären, dass der Linienflugbetrieb mit der Concorde im Laufe des Jahres 2003 eingestellt wird.
- 16. April: Die Weltgesundheitsorganisation (WHO) teilt mit, dass ein Coronavirus Auslöser der Infektionskrankheit SARS ist.
- 28. Mai: Das erste geklonte Pferd mit dem Namen Prometea kommt zur Welt.
- 31. Mai: Ringförmige Sonnenfinsternis in Schottland, Island und Teilen Grönlands. In Deutschland ist eine partielle Sonnenfinsternis direkt bei Sonnenaufgang zu sehen.
- 01. Juni: Schließung des Drei-Schluchten-Staudamms am Jangtse.
- 24. Juni: Eine Concorde fliegt zum letzten Mal von New York nach Paris.
- 30. Juni: Im Planetensystem HD 216770 entdecken Michel Mayor und seine Mitarbeiter den Exoplaneten HD 216770 b mit Hilfe der Radialgeschwindigkeitsmethode.
- 19. Juli: Ein Ärzteteam des Wiener Allgemeinen Krankenhauses verpflanzt weltweit zum ersten Mal die Zunge eines Menschen.
- 30. Juli: Der letzte VW Käfer rollt im Volkswagenwerk in Puebla (Mexiko) vom Band.
- Hitzewelle 2003, August: Die in Deutschland höchste bisher gemessene Temperatur wird mit 40,8 °C in Perl-Nennig im Saarland am 8. August gemessen, muss jedoch später wieder nach unten auf 40,3 °C korrigiert werden. In der Schweiz stellt man erstmals Temperaturwerte von über 40 °C fest: am 11. August misst MeteoSchweiz in Grono (Graubünden) 41,5 °C. 2003 geht als heißestes Jahr in Deutschland seit 1540 in die Geschichte ein. Zusätzliche Todesfälle wegen der Sommerhitze gehen als Hitzetote ins öffentliche Bewusstsein ein. Zahlen für Frankreich, Italien und Deutschland gehen in die Tausende. Jahrhundertjahrgang für die deutschen Winzer.
- 25. August: Eine Delta-II-Rakete befördert das Spitzer-Weltraumteleskop von Cape Canaveral aus ins All. Es liefert für die Infrarotastronomie während seines Betriebes neue Erkenntnisse und entdeckt bislang ungesehene Himmelsobjekte.
- 12. September: Das Softwareunternehmen Valve veröffentlicht Steam; es entwickelte sich zur weltweit größten digitalen Vertriebsplattform für Computerspiele.
- 15. Oktober: China startet ein erstes bemanntes Raumschiff mit dem Taikonauten Yang Liwei.
- 21. Oktober: Der Zwergplanet Eris im Kuipergürtel wird von Michael E. Brown, Chad Trujillo und David Lincoln Rabinowitz entdeckt.
- 24. Oktober: Letzter kommerzieller Flug der Concorde von New York nach London
- 23. November: Totale Sonnenfinsternis (Indischer Ozean, Antarktis)
- 26. November: Letzter Flug einer Concorde von London-Heathrow ins Luftfahrt-Museum in Filton.
- 02. Dezember: Das Element Darmstadtium (Ds), Ordnungszahl 110, wird offiziell getauft.

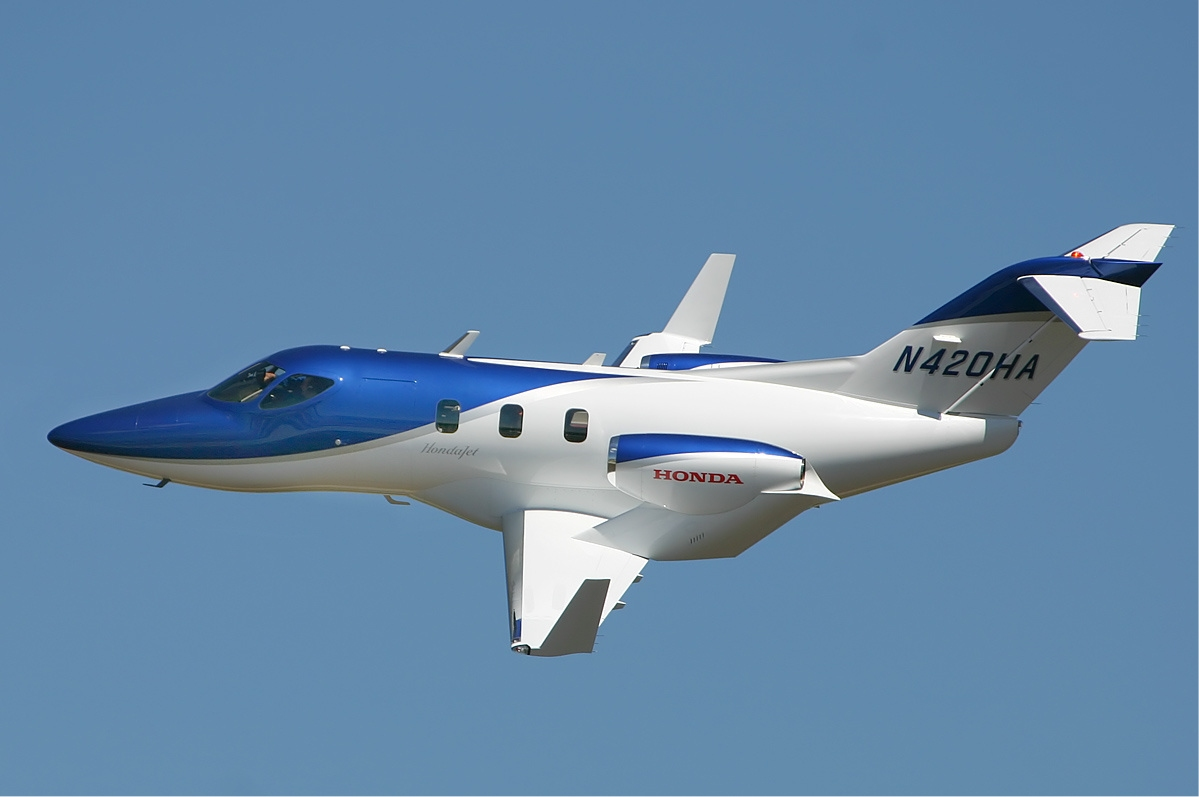
Honda HA-420

- 03. Dezember: Das zweistrahlige Geschäftsreiseflugzeug Honda HA-420 startet zu seinem Erstflug.
- 18. Dezember: Die Linux-Kernel Version 2.6 wird veröffentlicht.
- 18. Dezember: Die Zeitschrift Nature berichtet über spektakuläre Funde Tübinger Wissenschaftler aus der Eiszeit in der Karsthöhle Hohler Fels auf der Schwäbischen Alb. Die aus Mammut-Elfenbein angefertigten Figuren eines Wasservogels, eines Pferdekopfes und eines Löwenmenschen zählen zu den ältesten Kunstwerken der Menschheit.
- 25. Dezember: Landeversuch des europäischen Roboters Beagle 2; ob die Oberfläche des Mars erreicht wurde, ist unbekannt. Die Raumsonde Mars Express tritt in eine Umlaufbahn um Mars ein.
- Erstmaliges Stattfinden des World Summit on the Information Society

### Kultur
- Kulturhauptstadt Europas ist 2003 die steirische Landeshauptstadt Graz
- 15. März: Eröffnung des Hands-on-Museums Turm der Sinne in Nürnberg.
- 13. April: Die Nationalbibliothek von Bagdad wird durch Brandstiftung in der Zeit des Dritten Golfkriegs zerstört. Unersetzliche Dokumente gehen verloren.
- 07. Mai: Erstmals in der Geschichte des Vatikans wird mit Letizia Pani Ermini eine Frau an die Spitze einer päpstlichen Akademie berufen. Papst Johannes Paul II. ernennt sie zur Präsidentin der Akademie für Archäologie.
- 28. Mai bis 1. Juni: Der erste Ökumenische Kirchentag findet in Berlin statt
- 30. Mai: In den Vereinigten Staaten startet der abendfüllende Zeichentrickfilm Findet Nemo in den Kinos.
- 31. Mai: In Anwesenheit europäischer Regierungschefs wurde eine Replik des bei Kriegsende verschollenen Bernsteinzimmers im Katharinenpalast bei Sankt Petersburg nach 20 Jahren mühseliger Rekonstruktion eröffnet
- 05. Juni: Unterzeichnung des Kulturabkommens zwischen Kasachstan und Deutschland

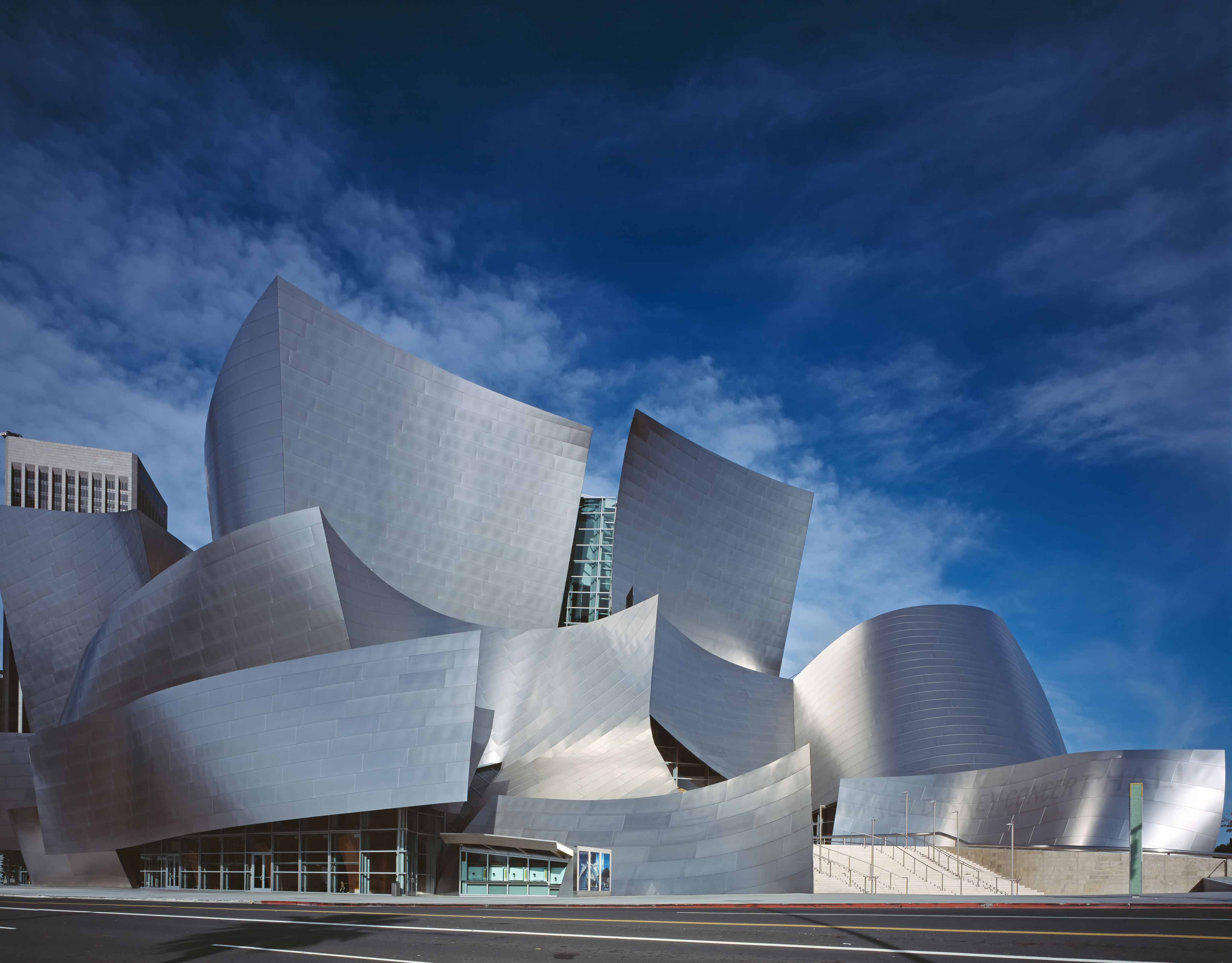
Walt Disney Concert Hall

- 23. Oktober: In Los Angeles wird die nach Plänen des Architekten Frank Gehry erbaute Walt Disney Concert Hall eröffnet.
- 27. Oktober: Im andalusischen Málaga, der Geburtsstadt des Malers Pablo Picasso, wird das Museo Picasso Málaga eröffnet.
- Kino: Findet Nemo, X-Men 2, Matrix Reloaded, Good Bye, Lenin!, The Hulk, My Big Fat Greek Wedding – Hochzeit auf griechisch, Catch Me If You Can, Solaris, The Ring, Chicago, Gangs Of New York, Daredevil, 28 Days Later, Das Dschungelbuch 2, Nicht auflegen, Fluch der Karibik, Der Herr der Ringe: Die Rückkehr des Königs
- Bücher: Joanne K. Rowling: Harry Potter and the Order of the Phoenix – Hillary Clinton: Gelebte Geschichte – Michael Moore: Stupid White Men
- Erstmals findet die Prague Biennale statt.
- Erstmalige Vergabe der Auszeichnung Quadriga
- Erstmaliges stattfinden der Internationalen Münchner Friedenskonferenz

#### Musik
- 04. März: Evanescence veröffentlichen am 4. März das Album Fallen. Bekannte Songs sind Bring Me to Life und My Immortal.
- 25. März: Linkin Park veröffentlichen ihr 2. Studioalbum Meteora.
- Bei den Grammy Awards 2003 geht Neuling Norah Jones mit fünf Grammys als große Gewinnerin hervor.
- Castingshow-Boom in Deutschland, ausgelöst durch Deutschland sucht den Superstar.
- Im Sommer trennt sich die Band Modern Talking, im Herbst die No Angels.
- Die Ärzte veröffentlichen ihr Doppelstudioalbum Geräusch.
- Nach dem Tod von Maurice Gibb am 12. Januar verkündeten die Brüder Barry Gibb und Robin Gibb, dass sie unter dem Namen Bee Gees nie wieder Musik machen werden.
- Sertab Erener gewinnt am 24. Mai in Riga mit dem Lied Everyway That I Can für die Türkei die 48. Auflage des Eurovision Song Contest.

Siehe auch: Nummer-eins-Hits 2003 in  Australien, Belgien, Dänemark, Deutschland, Finnland, Frankreich, Griechenland, Irland, Italien, Japan, Kanada, Mexiko, Neuseeland, den Niederlanden, Norwegen, Österreich, Polen, Portugal, Rumänien, Schweden, der Schweiz, Singapur, Spanien, Ungarn, den Vereinigten Staaten und im Vereinigten Königreich.
Siehe auch: Kategorie:Musik 2003

### Gesellschaft

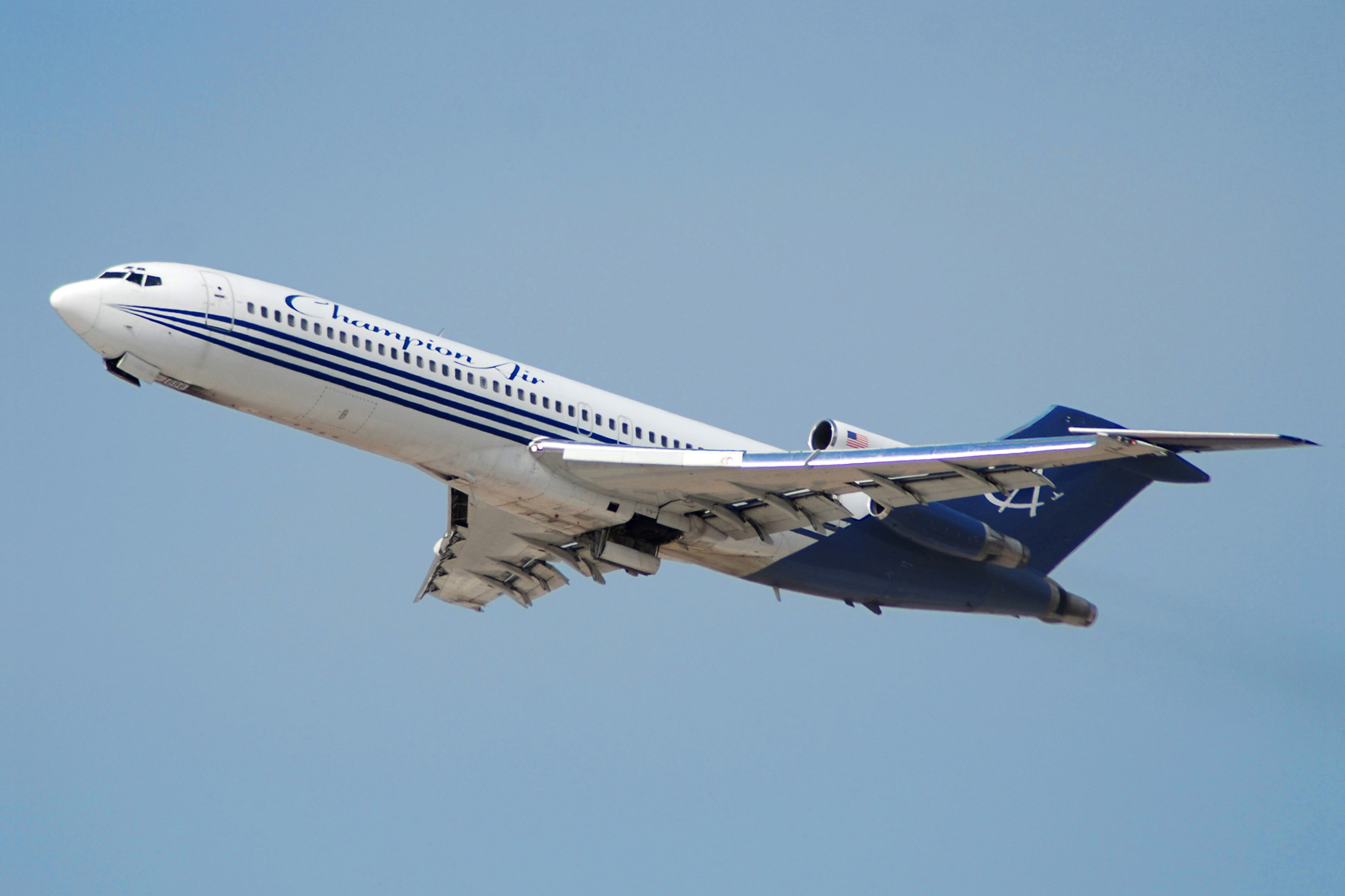
Eine Boeing 727

- 23. Mai: Auf dem Flughafen Luanda wird die auf dem Rollfeld geparkte Boeing 727 mit dem Kennzeichen N844AA gestohlen. Das Flugzeug ist seit seinem unerlaubten Start in Angola verschwunden, eine weltweite Suche bleibt ergebnislos.

### Religion
- 04. April: Voodoo wird in Haiti offiziell als Religion anerkannt. Der Priesterschaft stehen die gleichen Rechte zu wie den Geistlichen der römisch-katholischen Kirche bei Taufen, Trauungen und Begräbnissen.
- 28. Mai: Der erste ökumenische Kirchentag, ein Laientreffen von Christen vor allem der beiden großen Konfessionen in Deutschland unter der Losung „Ihr sollt ein Segen sein“, beginnt in Berlin.
- 29. Dezember: In Bujumbura wird Michael Courtney, der Apostolische Nuntius in Burundi, unter ungeklärten Umständen auf dem Rückweg von einer Beerdigung ermordet.

### Sport
- Deutscher Fußballmeister: Männer: FC Bayern München, Frauen: 1. FFC Frankfurt
- DFB-Pokalsieger: Männer: FC Bayern München, Frauen: 1. FFC Frankfurt
- 08. März: Wladimir Klitschko verliert einen Boxkampf gegen Corrie Sanders in der Preussag Arena, Hannover, Deutschland, durch technisches K.o
- 09. März bis 12. Oktober: Austragung der 54. Formel-1-Weltmeisterschaft
- 23. März: Australien gewinnt den achten Cricket World Cup in Südafrika, Kenia und Simbabwe, indem sie im Finale Indien mit 125 Runs besiegt.
- 06. April bis 2. November: Austragung der 55. FIM-Motorrad-Straßenweltmeisterschaft
- 12. April: Deutsche Vorauswahl für die Olympiabewerbung 2012 in München, gewählt wird Leipzig
- 20. April: Der japanische Motorradrennfahrer und 250-cm³-Weltmeister von 2001 Daijirō Katō erliegt seinen schweren Verletzungen, die er sich beim Saisonauftakt der MotoGP-Klasse der Motorrad-Weltmeisterschaft im japanischen Suzuka am 6. April zugezogen hatte.
- 25. Mai: Der Österreicher Werner Schlager gewinnt im Finale der Tischtennis-Weltmeisterschaften in Paris gegen den südkoreanischen Verteidigungsspieler Joo Se Hyuk und ist Tischtennis-Weltmeister.
- 21. Juni: Vitali Klitschko verliert einen Boxkampf gegen Lennox Lewis im Staples Center, Los Angeles, Kalifornien, USA, durch technisches K.o
- 12. Juli: 27. Juli: Hannah Stockbauer holt bei den 10. Schwimmweltmeisterschaften in Barcelona drei Goldmedaillen
- 23. August bis 31. August: 9. Leichtathletik-Weltmeisterschaften in Paris
- 30. August: Wladimir Klitschko gewinnt einen Boxkampf gegen Fabio Eduardo Moli in der Olympiahalle München, Deutschland, durch K.o
- 27./28. September: 30. Berlin-Marathon
- 12. Oktober: Die deutschen Frauen gewinnen die FIFA Frauen-Weltmeisterschaft, gegen Schweden mit 2:1 n.GG.
- 12. Oktober: Michael Schumacher wird zum sechsten Mal Formel-1-Weltmeister.
- 25. Oktober: Der Fußballverein Benfica Lissabon nimmt seine neue Sportarena Estádio da Luz in Betrieb.
- 16. November: In Porto eröffnet das neue Estádio do Dragão, Heimstätte der Spiele des FC Porto.
- 22. November: England gewinnt das Finale der Rugby-Union-Weltmeisterschaft in Sydney 20:17 gegen Australien.
- 06. Dezember: Vitali Klitschko gewinnt einen Boxkampf gegen Kirk Johnson im Madison Square Garden, New York, USA, durch technisches K. o.
- 10. Dezember: Der 1. FC Lokomotive Leipzig wird als inoffizieller Nachfolger des VfB Leipzig gegründet.
- 20. Dezember: Wladimir Klitschko gewinnt einen Boxkampf gegen Danell Nicholson in der Ostseehalle in Kiel, Deutschland, durch technisches K.o
- 21. Dezember: Jan Ullrich wird Sportler des Jahres, Hannah Stockbauer Sportlerin des Jahres und die Fußballnationalmannschaft der Frauen Mannschaft des Jahres
- Deutschland wird bei der Handball-WM in Portugal Vizeweltmeister
- 100-Jahr-Feier der Tour de France, die Tour gewinnt zum fünften Mal Lance Armstrong
- US-Tennisstar Andy Roddick gewinnt das Finale der US-Open gegen Juan Carlos Ferrero und somit seinen ersten Grand-Slam-Titel
- Der Schweizer Tennisstar Roger Federer gewinnt im Finale von Wimbledon gegen Mark Philippoussis seinen ersten Grand-Slam-Titel

### Katastrophen
- 01. Februar: Die Raumfähre Columbia zerbricht beim Wiedereintritt in die Erdatmosphäre. Dabei kommen alle sieben Besatzungsmitglieder ums Leben.
- 18. Februar: Ein offenbar geisteskranker Mann legt ein Feuer in der U-Bahn in Daegu (Südkorea), bei dem mindestens 197 Menschen ums Leben kommen.
- 19. Februar: Etwa 30 km vor der Landung in Kerman, Iran prallt eine von der iranischen Miliz genutzte Iljuschin Il-76 gegen einen Berg. Alle 275 Insassen sterben.[2]
- 20. Februar: In der US-amerikanischen Kleinstadt West Warwick verursacht die Brandkatastrophe im Nachtclub The Station den Tod von 100 Menschen, 230 werden verletzt.
- 24. Februar: Erdbeben der Stärke 6,3 im Uigurischen Autonomen Gebiet Xinjiang, Volksrepublik China, 261 Tote
- 06. März: Tamanrasset, Algerien. Eine Boeing 737 auf dem Air-Algérie-Flug 6289 verfehlt die Landebahn und stürzt ab. Von 103 Insassen überlebte nur ein Passagier.
- 12. März: Die Weltgesundheitsorganisation (WHO) stuft die in Ostasien ausgebrochene Lungenkrankheit SARS als weltweite Bedrohung ein.
- 01. Mai: Ein Erdbeben der Stärke 6,4 im Osten der Türkei. 177 Tote
- 21. Mai: Erdbeben der Stärke 6,8 in Algerien, 2.266 Tote (Löste einen Tsunami vor der mallorquinischen Küste aus). Siehe Erdbeben vor Algerien 2003
- 08. Juli: Port Sudan, Sudan. Eine Boeing 737  auf dem Sudan-Airways-Flug 139 stürzt kurz nach dem Start, etwa 5 km nach der Start- und Landebahn ab. 116 Personen sterben, ein Kind hat überlebt.
- 08. Juli: Bei Chandpur in Bangladesch kentert die Flussfähre MV Nasrin-1 und bis zu 750 Menschen ertrinken.[3]
- Anfang August: Die Hitzewelle führt in Europa zu zehntausenden Todesopfern.
- 22. August: Im brasilianischen Weltraumbahnhof Alcântara ereignet sich eine Raketenexplosion; sie wurde durch ein unerwartet zündendes Triebwerk einer VLS-1-Rakete ausgelöst.
- 26. Dezember: Beim Erdbeben von Bam der Stärke 6,6 bis 6,8 auf der Richter-Skala, wird die Stadt Bam in der Südost-Provinz Kerman des Irans zum Großteil zerstört. Dabei kommen offiziell 26.271 Menschen ums Leben.

## Geboren

### Januar
- 01. Januar: Théo Guiraud-Poillot, französischer Biathlet
- 03. Januar: Greta Thunberg, schwedische Klimaschutzaktivistin
- 04. Januar: Jaeden Martell, US-amerikanischer Schauspieler
- 06. Januar: Leah Lawall, deutsche Taekwondoin
- 09. Januar: Tyler Freeman, US-amerikanischer Fußballspieler
- 09. Januar: Otto von Grevenmoor, deutscher Schauspieler
- 09. Januar: Thomas Kastanaras, deutsch-griechischer Fußballspieler
- 10. Januar: Nohan Kenneh, englisch-liberianischer Fußballspieler
- 13. Januar: Sara Andersson, schwedische Biathletin
- 16. Januar: Konrad Badacz, polnischer Biathlet
- 20. Januar: Jack Doohan, australischer Automobilrennfahrer
- 21. Januar: Romain Grégoire, französischer Radrennfahrer
- 21. Januar: Finn Hösch, deutscher Skibergsteiger
- 23. Januar: Jackson Powers-Johnson, US-amerikanischer American-Football-Spieler
- 24. Januar: Hugo Novoa, spanischer Fußballspieler
- 26. Januar: Anna Andexer, österreichische Biathletin
- 27. Januar: Mina-Giselle Rüffer, deutsche Schauspielerin
- 29. Januar: Cole McKinnon, schottischer Fußballspieler

### Februar
- 02. Februar: Fabian Müllauer, österreichischer Biathlet
- 03. Februar: Noa Szőllős, israelische Skirennläuferin
- 06. Februar: Mimi Slinger, britische Schauspielerin
- 07. Februar: Alice D’Amato, italienische Turnerin
- 08. Februar: Nurschat Tursynschanow, kasachischer Skispringer
- 10. Februar: Max Rosenfelder, deutscher Fußballspieler
- 13. Februar: Veronika Aigner, österreichische Skirennläuferin und Behindertensportlerin
- 16. Februar: Édouard Therriault, kanadischer Freestyle-Skier
- 18. Februar: Yuki Kunii, japanischer Motorradrennfahrer
- 18. Februar: Maxim Rausch, deutscher Eishockeyspieler
- 20. Februar: Antonia Niedermaier, deutsche Skibergsteigerin und Radrennfahrerin
- 20. Februar: Olivia Rodrigo, US-amerikanische Schauspielerin und Sängerin
- 22. Februar: Isra Hirsi, US-amerikanische Umweltaktivistin
- 26. Februar: Jamal Musiala, deutsch-englischer Fußballspieler

### März
- 01. März: Maren Kirkeeide, norwegische Biathletin
- 01. März: Max Poole, britischer Radrennfahrer
- 09. März: Sunisa Lee, US-amerikanische Turnerin
- 13. März: Pauline Jagsch, deutsche Kanutin
- 16. März: Marlene Fichtner, deutsche Biathletin
- 17. März: Dennis Hauger, norwegischer Automobilrennfahrer
- 19. März: Nicolò Savona, italienischer Fußballspieler
- 21. März: Abbi Pulling, britische Automobilrennfahrerin
- 21. März: Daniel Skerl, italienischer Radrennfahrer
- 22. März: Sergio García, spanischer Motorradrennfahrer
- 23. März: Caspar Jander, deutscher Fußballspieler
- 25. März: Adam Devine, schottischer Fußballspieler
- 26. März: Bhad Bhabie, US-amerikanische Rapperin
- 27. März: Sara Scattolo, italienische Biathletin
- 29. März: Nicolò Betemps, italienischer Biathlet

### April
- 01. April: Wang Ziyang, chinesischer Snowboarder
- 02. April: Jack Moore, kanadischer Schauspieler
- 04. April: Harvey Elliott, englischer Fußballspieler
- 05. April: Witalij Mandsyn, ukrainischer Biathlet
- 08. April: Lena Repinc, slowenische Biathletin
- 09. April: Oliwia Szmigiel, polnische Badmintonspielerin
- 15. April: Matías Soulé, argentinischer Fußballspieler
- 16. April: Mert Dincer, deutscher Schauspieler
- 16. April: Alina Foley, US-amerikanische Schauspielerin und Synchronsprecherin
- 18. April: Kai Fotheringham, schottischer Fußballspieler
- 20. April: Stefan Vermaak, südafrikanischer Dartspieler
- 22. April: Wiktorija Lasarenko, russische Freestyle-Skierin
- 22. April: LetsHugo, bürgerlich Hugo Goedert, luxemburgischer Streamer und Webvideoproduzent
- 22. April: Casper Stevenson, britischer Autorennfahrer
- 23. April: Lora Christowa, bulgarische Biathletin
- 25. April: Emrehan Gedikli, deutsch-türkischer Fußballspieler

### Mai
- 01. Mai: Lizzy Greene, US-amerikanische Schauspielerin
- 03. Mai: Emil Roback, schwedischer Fußballspieler
- 03. Mai: Florian Wirtz, deutscher Fußballspieler
- 04. Mai: Lorenz Knöferl, deutscher Fußballspieler
- 04. Mai: Matie Stanley, tuvaluische Leichtathletin
- 05. Mai: Carlos Alcaraz, spanischer Tennisspieler
- 05. Mai: Yūma Kagiyama, japanischer Eiskunstläufer
- 06. Mai: Denni Xhepa, albanischer Skirennläufer
- 08. Mai: Moulay Hassan, Kronprinz von Marokko
- 12. Mai: Ross McCausland, nordirischer Fußballspieler
- 16. Mai: Matteo Markus Bok, italienischer Sänger
- 21. Mai: Kaja Zorč, slowenische Biathletin
- 25. Mai: Britt Richardson, kanadische Skirennläuferin
- 27. Mai: Franco Colapinto, argentinischer Autorennfahrer
- 30. Mai: Joey Dawson, englischer Fußballspieler
- 30. Mai: Petr Hák, tschechischer Biathlet
- 31. Mai: Madis Mihkels, estnischer Radrennfahrer

### Juni
- 01. Juni: Emjay Anthony, US-amerikanischer Schauspieler und Model
- 04. Juni: Hálfdán Helgi Matthíasson, isländischer Sänger
- 05. Juni: Miloš Cocić, serbischer Fußballspieler
- 06. Juni: Johnny Kenny, irischer Fußballspieler
- 09. Juni: Nikola Jovic, serbischer Basketballer
- 11. Juni: Breanna Yde, australische Schauspielerin
- 12. Juni: Nils Elten, deutscher Eishockeyspieler
- 16. Juni: Anna Cathcart, kanadische Schauspielerin
- 17. Juni: Rizki Juniansyah, indonesischer Gewichtheber
- 18. Juni: Alireza Firouzja, iranisch-französischer Schachgroßmeister
- 18. Juni: Luka Đurić, bosnisch-deutscher Fußballspieler
- 20. Juni: Hans Moke Niemann, US-amerikanischer Schachgroßmeister
- 23. Juni: Alex Lowry, schottischer Fußballspieler
- 26. Juni: Dane Murray, schottischer Fußballspieler
- 27. Juni: Tomokazu Harimoto, japanischer Tischtennisspieler
- 29. Juni: Jude Bellingham, englischer Fußballspieler

### Juli
- 01. Juli: Reshad de Gerus, französischer Autorennfahrer
- 01. Juli: Tate McRae, kanadische Sängerin
- 03. Juli: Kasperi Valto, finnischer Skispringer
- 04. Juli: Oliver Szerkus, deutscher Schauspieler und Synchronsprecher
- 05. Juli: Nancy Genzel Abouke, naurusche Gewichtheberin
- 10. Juli: Matteo Nannini, italienischer Automobilrennfahrer
- 11. Juli: Gustav Dahlmann Birch, dänischer Autorennfahrer
- 11. Juli: Lenny Martinez, französischer Radrennfahrer
- 16. Juli: Danny Soufi, US-amerikanischer Automobilrennfahrer
- 24. Juli: Giammarco Levorato, italienischer Autorennfahrer
- 26. Juli: Can Öncü, türkischer Motorradrennfahrer
- 26. Juli: Deniz Öncü, türkischer Motorradrennfahrer
- 26. Juli: Jewgeni Semenenko, russischer Eiskunstläufer
- 28. Juli: Arlind Rexhepi, albanisch-deutscher Fußballspieler
- 29. Juli: Renato Veiga, portugiesischer Fußballspieler
- 30. Juli: Fynn-Luca Nicolaus, deutscher Handballspieler

### August
- 01. August: Jemima Kabeya, französische Handballspielerin († 2025)
- 03. August: Walentina Dimitrowa, bulgarische Biathletin
- 03. August: Fabio Miretti, italienischer Fußballspieler
- 06. August: Luca Nardi, italienischer Tennisspieler
- 07. August: Julianna Tunyzka, ukrainische Rennrodlerin
- 08. August: Maximilian Janisch, Schweizer Mathematiker
- 10. August: Illja Kowtun, ukrainischer Turner
- 10. August: Darren Watson, schottischer Fußballspieler
- 12. August: Kestra Kihleng, mikronesische Schwimmerin
- 15. August: Alban Elezi Cannaferina, französischer Skirennläufer
- 16. August: Iván Romeo, spanischer Radrennfahrer
- 17. August: The Kid Laroi, australischer Sänger und Rapper
- 19. August: Bahattin Sofuoğlu, türkischer Motorradrennfahrer
- 20. August: Théo Pourchaire, französischer Automobilrennfahrer
- 24. August: Elijah Krahn, deutscher Fußballspieler
- 25. August: Jonas Schuster, österreichischer Skispringer
- 26. August: Paxten Aaronson, US-amerikanischer Fußballspieler
- 28. August: Isak Frey, norwegischer Biathlet

### September
- 06. September: Faye Montana, deutsche Schauspielerin und Sängerin
- 07. September: Sangay Tenzin, bhutanischer Schwimmer
- 08. September: Arne Engels, belgischer Fußballspieler
- 14. September: Maurizio Magno, deutscher Schauspieler
- 15. September: Pascal Brendel, deutscher Turner
- 15. September: Linnea Weidemann, deutsche Hockeyspielerin
- 16. September: Claude Kiambe, kongolesisch-niederländischer Sänger
- 17. September: Tony Weston, englischer Fußballspieler
- 18. September: Aidan Gallagher, US-amerikanischer Schauspieler
- 20. September: Thomas Matthew Crooks, US-amerikanischer Attentäter († 2024)
- 23. September: Finn Becker, deutscher Eishockeytorwart
- 24. September: Joe Locke, Manxer Schauspieler
- 25. September: Bella Ramsey, britische Schauspielerin
- 26. September: Maghschan Amankeldiuly, kasachischer Nordischer Kombinierer
- 28. September: Gaëtan Paturel, französischer Biathlet

### Oktober
- 01. Oktober: Konstantin Wassilew, bulgarischer Biathlet
- 02. Oktober: Zane Maloney, barbadischer Automobilrennfahrer
- 02. Oktober: Sanija Ozoliņa, lettische Rennrodlerin
- 03. Oktober: Ding Yuhuan, chinesische Biathletin
- 04. Oktober: Samuel Iling-Junior, englischer Fußballspieler
- 05. Oktober: Tim Elter, deutscher Surfer
- 05. Oktober: Eden Golan, israelisch-russische Sängerin
- 07. Oktober: Mary Bocock, US-amerikanische Skirennläuferin
- 12. Oktober: James Pearce Jr., US-amerikanischer American-Football-Spieler
- 12. Oktober: Marvin Siebdrath, deutscher Motorradrennfahrer
- 18. Oktober: Sophie Kothbauer, österreichische Skispringerin
- 18. Oktober: Wiktorija Onoprijenko, ukrainische Rhythmische Sportgymnastin
- 22. Oktober: Ethan Munck, US-amerikanischer Schauspieler
- 27: Oktober: Joshua Dürksen, deutsch-paraguayischer Automobilrennfahrer
- 29. Oktober: Malthe Jakobsen, dänischer Autorennfahrer
- 31. Oktober: Shinnosuke Oka, japanischer Turner
- 31. Oktober: Eva-Lotta Trojandt, deutsche Schauspielerin

### November
- 05. November: Wilfried Gnonto, italienischer Fußballspieler
- 05. November: Simon Halaski, deutscher Synchronsprecher
- 06. November: Oskar Keymer, deutscher Schauspieler
- 11. November: Mathew Anim Cudjoe, ghanaischer Fußballspieler
- 19. November: Michelle Schäfer, deutsche Handballspielerin
- 21. November: Giulio Pellizzari, italienischer Radrennfahrer
- 26. November: Siri Skar, norwegische Biathletin
- 27. November: Isaac Del Toro, mexikanischer Radrennfahrer

### Dezember
- 06. Dezember: Sebastian Białecki, polnischer Dartspieler
- 06. Dezember: Harry Hepworth, britischer Turner
- 07. Dezember: Catharina-Amalia der Niederlande, niederländische Kronprinzessin
- 11. Dezember: Daria Bujnicka, polnische Badmintonspielerin
- 11. Dezember: Giorgio Scalvini, italienischer Fußballspieler
- 12. Dezember: Mathieu Neumuller, französisch-madagassischer Skirennläufer
- 12. Dezember: Birgit Schölzhorn, italienische Biathletin
- 13. Dezember: Michael Kostka, deutsch-polnischer Fußballspieler
- 18. Dezember: Saskia Schirmer, deutsche Rennrodlerin
- 21. Dezember: Juri Winkler, deutscher Schauspieler
- 22. Dezember: Neel Sethi, US-amerikanischer Schauspieler
- 27. Dezember: Verity Marks, britische Schauspielerin
- 31. Dezember: Emma Chervet, französische Skispringerin
- 31. Dezember: Jules Chervet, französischer Skispringer

### Tag unbekannt
- Joone Dankou, deutsche Schauspielerin
- Ella Lee, deutsche Schauspielerin
- Virginia Leithäuser, deutsche Schauspielerin
- Juliane Siebecke, deutsche Schauspielerin

## Gestorben
Dies ist eine Liste der bedeutendsten Persönlichkeiten, die 2003 verstorben sind. Für eine ausführlichere Liste siehe Nekrolog 2003.

### Januar

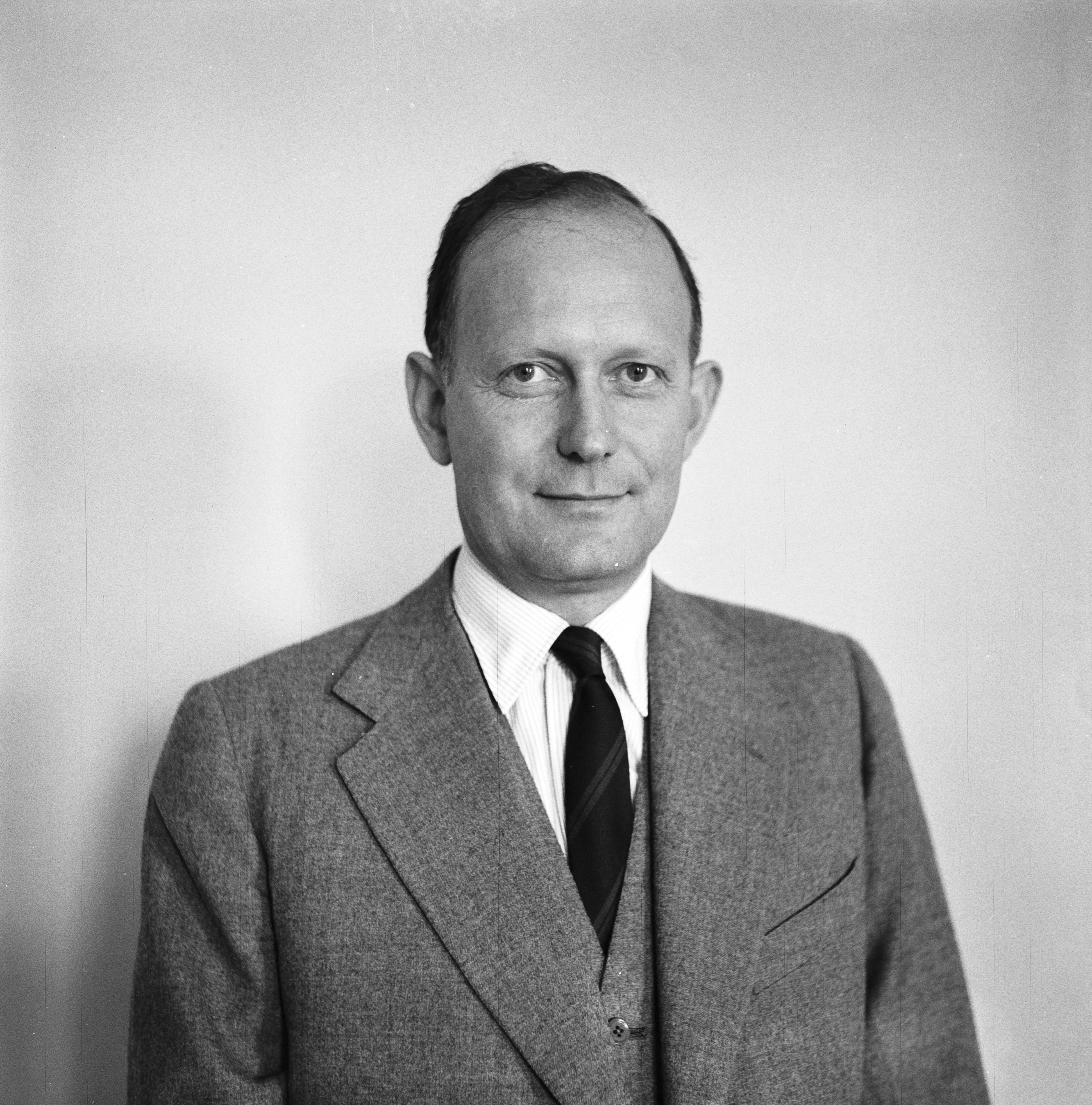
Porträt von C. Douglas Dillon im US-Finanzministerium

- 03. Januar: Sid Gillman, US-amerikanischer American-Football-Spieler und -Trainer (* 1911)
- 05. Januar: Buzz Busby, US-amerikanischer Rockabilly- und Bluegrass-Musiker (* 1933)
- 05. Januar: Roy Jenkins, britischer Politiker (* 1920)
- 07. Januar: Erich Beyreuther, deutscher lutherischer Theologe und Kirchenhistoriker (* 1904)
- 07. Januar: František Kovaříček, tschechischer Komponist und Musikpädagoge (* 1924)
- 07. Januar: Helmut Zenker, österreichischer Schriftsteller (* 1949)
- 09. Januar: Pierre Bonnard, Schweizer evangelischer Geistlicher und Hochschullehrer (* 1911)
- 09. Januar: Wilfried Hasselmann, deutscher Politiker (* 1924)
- 10. Januar: C. Douglas Dillon, US-amerikanischer Politiker und ehemaliger Finanzminister (* 1909)
- 10. Januar: Roman Suchecki, polnischer Cellist und Musikpädagoge (* 1933)
- 11. Januar: Mickey Finn, britischer Musiker (* 1947)
- 12. Januar: Dean Amadon, US-amerikanischer Ornithologe (* 1912)
- 12. Januar: Jaime Figueroa, puerto-ricanischer Geiger (* 1910)
- 12. Januar: Leopoldo Fortunato Galtieri, argentinischer General und Politiker (* 1926)
- 12. Januar: Maurice Gibb, britischer Musiker (* 1949)
- 13. Januar: Peter E. Palmquist, amerikanischer Fotohistoriker und Sammler (* 1936)
- 14. Januar: Chester Gill, barbadisch-schweizerischer Jazzmusiker, Komponist und Chorleiter (* 1928)
- 14. Januar: Zenon Płoszaj, polnischer Geiger und Musikpädagoge (* 1924)
- 16. Januar: Henryk Czyż, polnischer Komponist, Dirigent und Musikpädagoge (* 1923)
- 18. Januar: Egon Boldt, deutscher Gewerkschafter und Politiker (* 1926)
- 22. Januar: Lonny Kellner, deutsche Schauspielerin und Sängerin (* 1930)
- 23. Januar: Nell Carter, US-amerikanische Schauspielerin und Sängerin (* 1948)
- 24. Januar: Giovanni Agnelli, italienischer Unternehmer (* 1921)
- 25. Januar: Pierre Hémard, französischer Autorennfahrer (* 1921)
- 26. Januar: Annemarie Schimmel, deutsche Islamwissenschaftlerin (* 1922)
- 27. Januar: Henryk Jabłoński, polnischer Politiker (* 1909)

### Februar
- 01. Februar: Herbert Wilhelmy, deutscher Geograph (* 1910)
- 02. Februar: Lou Harrison, US-amerikanischer Komponist (* 1917)
- 03. Februar: William Kelley, US-amerikanischer Schriftsteller und Drehbuchautor (* 1929)
- 03. Februar: Heinrich Mohn, deutscher Ingenieur, Erfinder und Philanthrop (* 1904)
- 03. Februar: Peter Schat, niederländischer Komponist, Musikpädagoge und Musikschriftsteller (* 1935)
- 05. Februar: Manfred von Brauchitsch, deutscher Automobilrennfahrer und Sportfunktionär (* 1905)
- 07. Februar: Augusto Monterroso, guatemaltekischer Schriftsteller und Diplomat (* 1921)
- 12. Februar: Michel Graillier, französischer Jazzpianist (* 1946)
- 13. Februar: Walt Whitman Rostow, US-amerikanischer Ökonom und Wirtschaftshistoriker (* 1916)
- 13. Februar: Claude Savard, kanadischer Pianist und Musikpädagoge (* 1941)
- 14. Februar: Schaf Dolly, erstes geklontes Säugetier der Welt (* 1996)
- 19. Februar: Volkmar Gabert, deutscher Politiker (* 1923)
- 19. Februar: Amy Sue Rosen, US-amerikanische Tänzerin und Choreographin (* 1955)
- 20. Februar: Cornelius Kweku Ganyo, ghanaischer Perkussionist und Tänzer (* 1937)
- 20. Februar: Ulrich Roski, deutscher Liedermacher (* 1944)
- 22. Februar: Frank Callaway, neuseeländischer Musiker, Musikpädagoge und Musikadministrator (* 1919)
- 22. Februar: Kurt Gscheidle, deutscher Politiker (* 1924)
- 23. Februar: Schlomo Argov, israelischer Diplomat (* 1929)
- 23. Februar: Marcel Prawy, österreichischer Dramaturg, Opernkenner und Opernkritiker (* 1911)
- 23. Februar: Maria von Schmedes, österreichische Sängerin und Schauspielerin (* 1917)
- 24. Februar: Alexander Leonowitsch Kemurdschian, russischer Raumfahrtingenieur (* 1921)
- 24. Februar: Alberto Sordi, italienischer Schauspieler (* 1920)
- 25. Februar: Uwe Lüthje, deutsch-österreichischer Volkswirt (* 1931)
- 26. Februar: Christian Goethals, belgischer Automobilrennfahrer (* 1928)
- 27. Februar: Wolfgang Larrazábal, venezolanischer Offizier und Politiker (* 1911)
- 27. Februar: Albert Steinberg, kanadischer Geiger und Dirigent (* 1910)
- 28. Februar: Chris Brasher, britischer Leichtathlet und Olympiasieger (* 1928)
- 28. Februar: Fidel Sánchez Hernández, salvadorianischer General und Politiker (* 1917)

### März

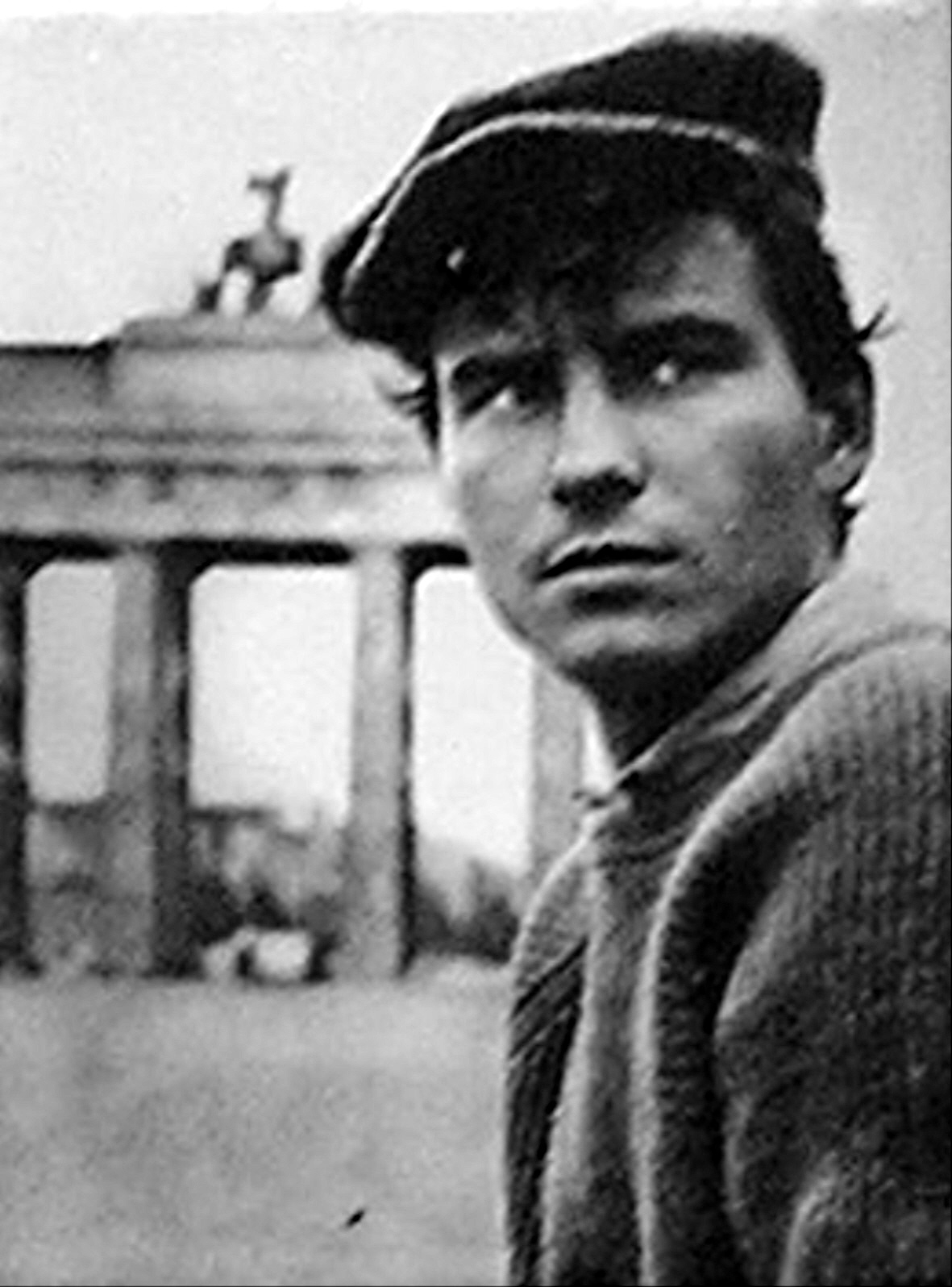
Horst Buchholz.

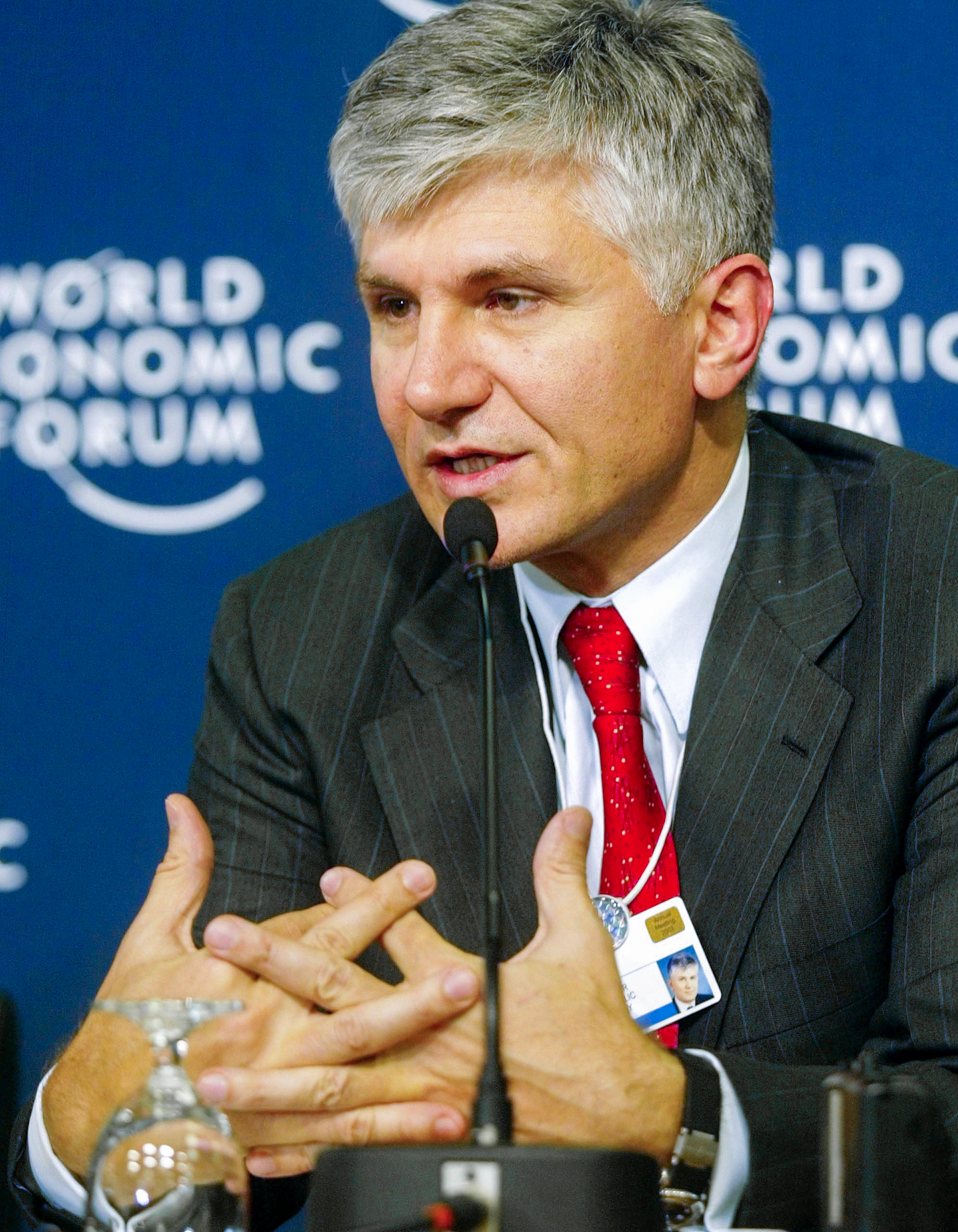
Zoran Đinđić (2003)

- 01. März: Nadine Conner, US-amerikanische Sängerin (* 1907)
- 02. März: Antonio Arellano Durán, venezolanischer Bischof (* 1927)
- 02. März: Malcolm Williamson, australischer Komponist (* 1931)
- 03. März: Horst Buchholz, deutscher Schauspieler (* 1933)
- 06. März: Saba Youakim, libanesischer Erzbischof von Petra und Philadelphia (Jordanien) (* 1914)
- 08. März: Erik Sparre Andersen, dänischer Mathematiker (* 1919)
- 09. März: Dsidra Ritenbergs, lettische Schauspielerin und Regisseurin (* 1928)
- 10. März: Charles Cyroulnik, französischer Geiger (* 1923)
- 10. März: Barry Sheene, englischer Motorrad-Rennfahrer (* 1950)
- 10. März: Ottorino Volonterio, Schweizer Automobilrennfahrer (* 1917)
- 12. März: Zoran Đinđić, serbischer Politiker (* 1952)
- 17. März: Zoltán Kádár, ungarischer Archäologe und Kunsthistoriker (* 1915)
- 18. März: Karl Kling, deutscher Automobilrennfahrer (* 1910)
- 19. März: Olivier Long, Schweizer Generaldirektor des GATT (* 1915)
- 19. März: Émile Genest, kanadischer Schauspieler und Komödiant (* 1921)
- 24. März: Hans Hermann Groër, Erzbischof von Wien (* 1919)
- 24. März: Heinrich Neuy, deutscher Bauhauskünstler, Maler (* 1911)
- 26. März: Daniel Patrick Moynihan, US-amerikanischer Politiker und Soziologe (* 1927)
- 26. März: Martin Schenkel, Schweizer Schauspieler und Sänger (* 1968)
- 26. März: José Tamayo, spanischer Theaterleiter und -regisseur (* 1920)
- 27. März: Winfried Albert Holtmann, deutscher Radsportmanager und Journalist (* 1941)
- 28. März: Barbara Duncan, amerikanische Kunsthistorikerin, Kunstsammlerin und Mäzenin (* 1921)
- 28. März: Ludwig Elsbett, deutscher Erfinder des Elsbett-Motors (* 1913)
- 28. März: Kurt Schmidtchen, deutscher Schauspieler (* 1930)
- 30. März: Valentin Pawlow, sowjetischer Politiker (* 1937)
- 31. März: George Connor, US-amerikanischer American-Football-Spieler (* 1925)
- 31. März: Fermín Vélez, spanischer Automobilrennfahrer (* 1959)

### April
- 01. April: Leslie Cheung, chinesischer Schauspieler (* 1956)
- 02. April: Edwin Starr, US-amerikanischer Soulsänger (* 1942)
- 06. April: Anita Borg, US-amerikanische Informatikerin und Frauenrechtlerin (* 1949)
- 06. April: Susan French, US-amerikanische Schauspielerin (* 1912)
- 07. April: Iropa Maurice Kouandété, Präsident von Dahomey (* 1932)
- 08. April: Nathan Apea Aferi, ghanaischer Politiker (* 1922)
- 10. April: Little Eva, US-amerikanische Sängerin (* 1943)
- 13. April: Carlos Duarte, venezolanischer Komponist und Pianist (* 1957)
- 14. April: Gerda Gmelin, deutsche Schauspielerin und Theaterintendantin (* 1919)
- 16. April: Erika Eisenblätter-Laskowski, deutsche Malerin (* 1908)
- 17. April: Werner Gerich, deutscher Ingenieur (* 1919)
- 18. April: Edgar F. Codd, britischer Mathematiker und Informatiker (* 1923)
- 19. April: Julián Plaza, argentinischer Tangokomponist und Arrangeur, Bandoneonist und Pianist (* 1928)
- 20. April: Daijirō Katō, japanischer Motorrad-Rennfahrer (* 1976)
- 20. April: Bernard Katz, britischer Biophysiker (* 1911)

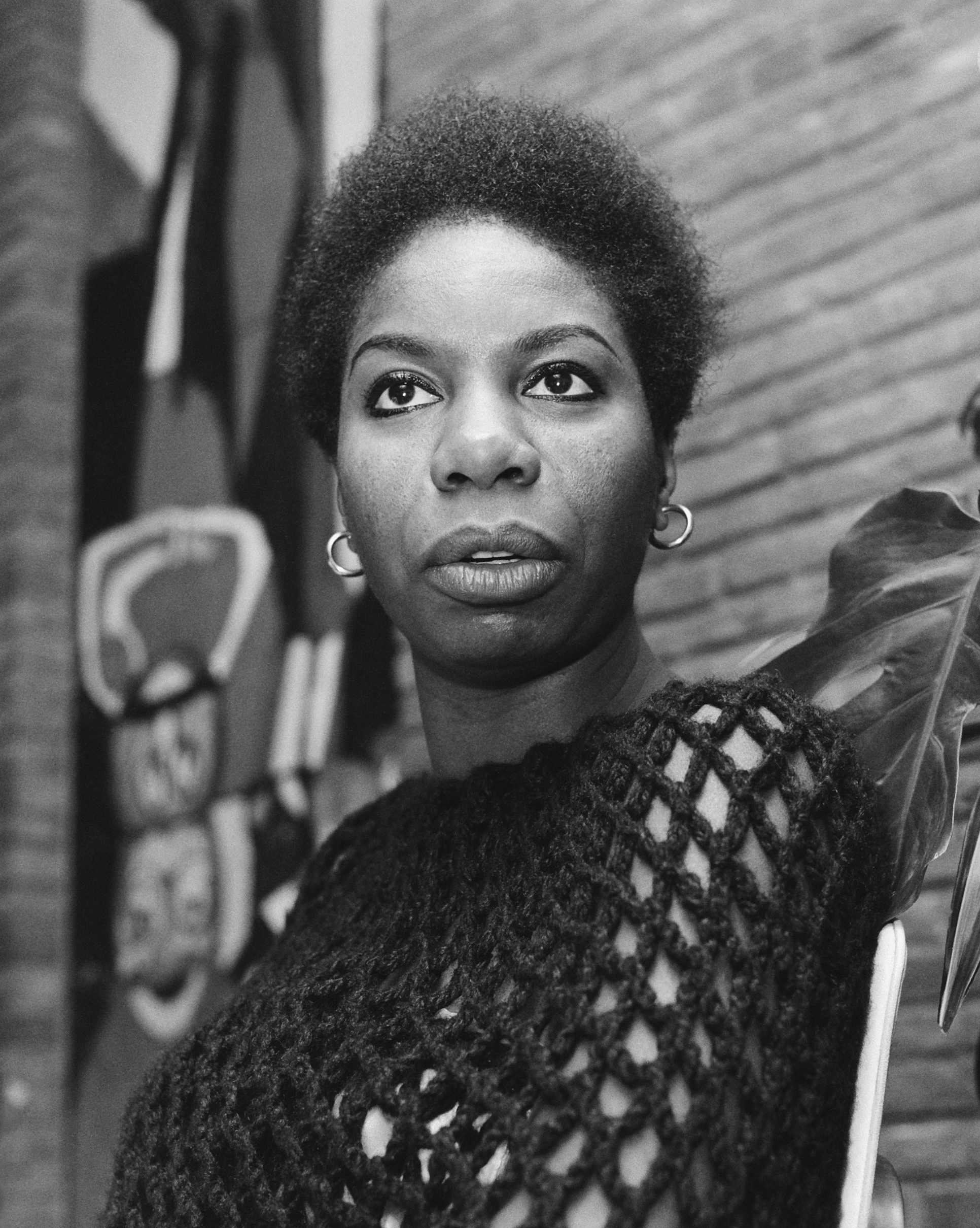
Nina Simone, 1965

- 21. April: Nina Simone, US-amerikanische Jazz- und Bluessängerin (* 1933)
- 24. April: Kazuko Saegusa, japanische Schriftstellerin, Essayistin und Literaturkritikerin (* 1929)
- 25. April: Myqerem Fuga, albanischer Politiker (* 1921)
- 25. April: Al Hood, US-amerikanischer Jazzpianist und Komponist (* ca. 1936)
- 27. April: Klaus Mertens, deutscher Schauspieler (* 1929)
- 27. April: Dorothee Sölle, deutsche evangelische Theologin (* 1929)

### Mai
- 01. Mai: Paul Moore, US-amerikanischer, anglikanischer Bischof (* 1919)
- 02. Mai: Blaga Dimitrowa, bulgarische Schriftstellerin und Lyrikerin (* 1922)
- 03. Mai: Paul Gerhard Aring, deutscher Theologe (* 1926)
- 04. Mai: Johannes Agnoli, deutscher Politikwissenschaftler (* 1925)
- 05. Mai: David Lewin, US-amerikanischer Musiktheoretiker, Musikwissenschaftler, Pianist und Komponist (* 1933)
- 12. Mai: Sadruddin Aga Khan, persisch-französisch-schweizerischer UN-Flüchtlingshochkommissar (* 1933)
- 14. Mai: Wendy Hiller, britische Schauspielerin (* 1912)

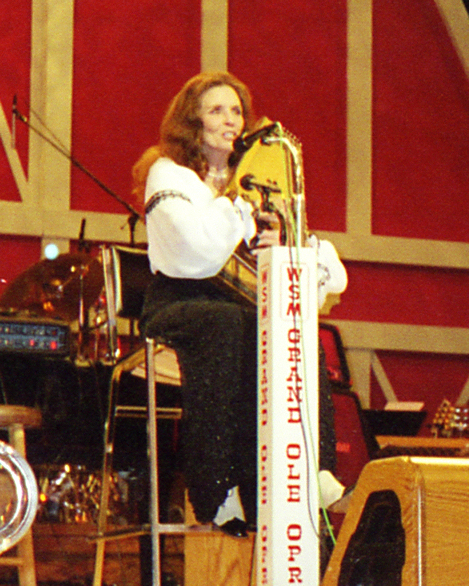
June Carter Cash (1999)

- 15. Mai: June Carter, US-amerikanische Country-Sängerin und Frau von Johnny Cash (* 1929)
- 15. Mai: Constantin Dăscălescu, rumänischer Politiker (* 1923)
- 16. Mai: William Charles Anderson, US-amerikanischer Science-Fiction-Autor (* 1920)
- 16. Mai: Hannelore Marschall-Oehmichen, deutsche Puppenschnitzerin und Mitbegründerin der Augsburger Puppenkiste (* 1931)
- 17. Mai: Luigi Pintor, italienischer Schriftsteller, Journalist und Politiker (* 1925)
- 20. Mai: Walter Höllerer, deutscher Germanistikprofessor (* 1922)
- 23. Mai: Hans Fahning, deutscher Wirtschafts- und Politikwissenschaftler (* 1925)
- 24. Mai: Edward Bogusławski, polnischer Komponist und Musikpädagoge (* 1940)
- 25. Mai: Bill Paschal, US-amerikanischer American-Football-Spieler (* 1921)
- 27. Mai: Luciano Berio, italienischer Komponist (* 1925)
- 28. Mai: Ilya Prigogine, russisch-belgischer Physikochemiker (* 1917)
- 29. Mai: Karlheinz Idelberger, deutscher Mediziner (* 1909)
- 30. Mai: Mickie Most, englischer Produzent, Schallplattenlabel-Inhaber und Musikverleger (* 1938)
- 30. Mai: Günter Pfitzmann, deutscher Schauspieler (* 1924)

### Juni
- 03. Juni: Antoni Marianowicz, polnischer Diplomat, Journalist und Schriftsteller (* 1923)
- 05. Juni: Patricia Blomfield Holt, kanadische Komponistin, Musikpädagogin und Pianistin (* 1910)
- 05. Juni: Jürgen W. Möllemann, deutscher Politiker (* 1945)
- 05. Juni: Manuel Rosenthal, französischer Dirigent und Komponist (* 1904)
- 06. Juni: Bernhard Askani, deutscher Geschichtsdidaktiker und Schulbuchautor (* 1937)
- 06. Juni: Angelika Kill, deutsche Nonne (* 1917)
- 06. Juni: Hilda Sour, chilenische Schauspielerin und Sängerin (* 1915)
- 07. Juni: Héctor Cabrera, venezolanischer Sänger und Schauspieler (* 1932)

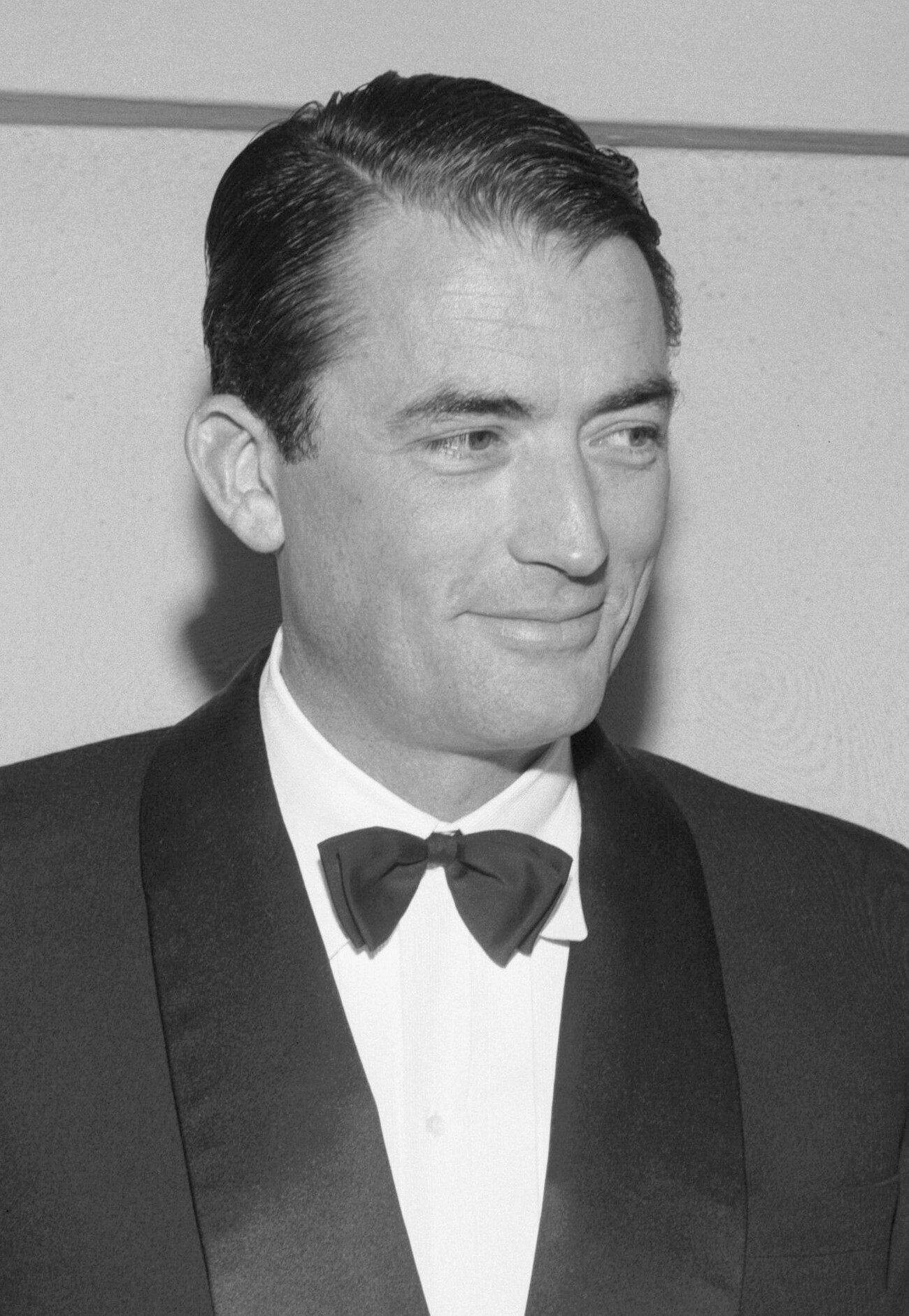
Gregory Peck, 2000

- 12. Juni: Gregory Peck, US-amerikanischer Schauspieler (* 1916)
- 12. Juni: Rico Steinemann, Schweizer Journalist, Porsche-Rennleiter und Automobilrennfahrer (* 1939)
- 14. Juni: Jimmy Knepper, US-amerikanischer Jazz-Posaunist (* 1927)
- 14. Juni: Volker Kriegel, deutscher Jazzmusiker, Zeichner und Schriftsteller (* 1943)
- 14. Juni: Dale Whittington, US-amerikanischer Automobilrennfahrer (* 1959)
- 15. Juni: René Touzet, kubanischer Pianist, Komponist und Bandleader (* 1916)
- 21. Juni: Piet Dankert, niederländischer Politiker (* 1934)
- 21. Juni: Jules Marchal, belgischer Diplomat und Historiker (* 1924)
- 21. Juni: Leon Uris, US-amerikanischer Schriftsteller (* 1924)
- 25. Juni: Lester Maddox, US-amerikanischer Politiker (* 1915)
- 26. Juni: Marc-Vivien Foé, kamerunischer Fußballspieler (* 1975)
- 26. Juni: Denis Thatcher, britischer Geschäftsmann und Ehemann der britischen Premierministerin (* 1915)
- 26. Juni: Strom Thurmond, US-amerikanischer Politiker (* 1902)
- 29. Juni: Rodney Amateau, US-amerikanischer Drehbuchautor, Produzent und Regisseur (* 1923)

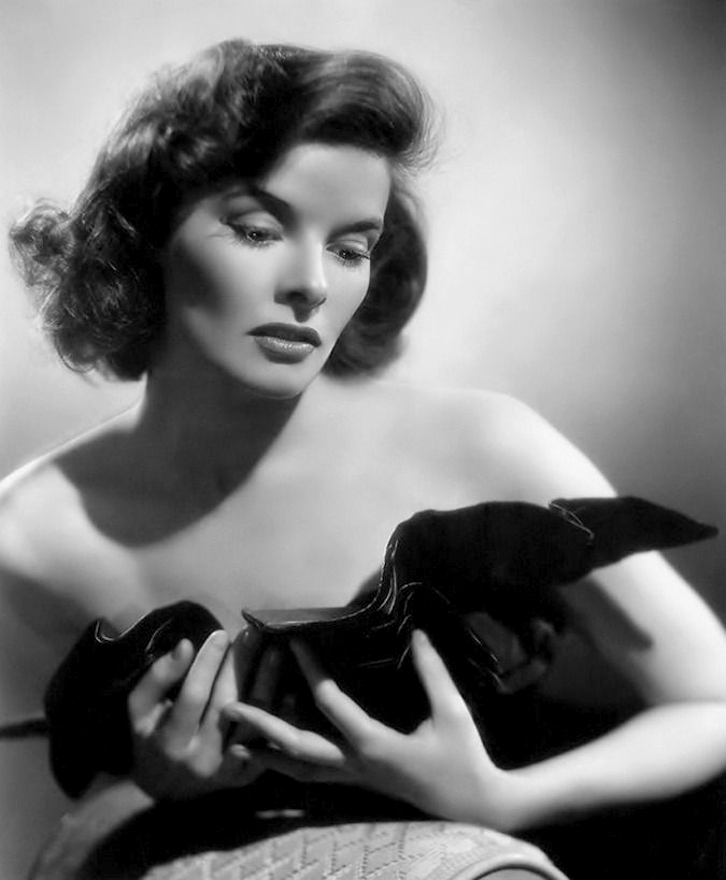
Katharine Hepburn, 1938

- 29. Juni: Katharine Hepburn, US-amerikanische Schauspielerin (* 1907)
- 30. Juni: Buddy Hackett, US-amerikanischer Komiker und Schauspieler (* 1924)

### Juli
- 01. Juli: Berta Ambrož, jugoslawische Sängerin (* 1944)
- 01. Juli: Fernando Masone, italienischer Polizeichef (* 1936)
- 02. Juli: Briggs Cunningham, US-amerikanischer Automobilrennfahrer, Konstrukteur und Segler (* 1907)
- 04. Juli: Barry White, US-amerikanischer Soulsänger (* 1944)
- 06. Juli: Buddy Ebsen, US-amerikanischer Schauspieler (* 1908)
- 09. Juli: Rémy Schläppy, Schweizer Lehrer und Politiker (* 1917)
- 11. Juli: Ken Whyld, britischer Schachpublizist und Schachhistoriker (* 1926)
- 12. Juli: Benny Carter, US-amerikanischer Jazzmusiker (* 1907)
- 14. Juli: Compay Segundo, kubanischer Gitarrist und Komponist (* 1907)
- 15. Juli: Tex Schramm, US-amerikanischer American-Football-Spieler (* 1920)
- 16. Juli: Kurt Semm, deutscher Gynäkologe, Begründer der laparoskopischen Chirurgie (* 1927)
- 17. Juli: Hans Abich, deutscher Filmproduzent und Rundfunkpublizist (* 1918)
- 19. Juli: Bill Bright, US-amerikanischer Evangelist (* 1921)
- 19. Juli: Pierre Graber, Schweizer Politiker (* 1908)
- 20. Juli: Lauri Aus, estnischer Radrennfahrer (* 1970)
- 21. Juli: Ingrid von Bothmer, deutsche Schauspielerin (* 1918)
- 21. Juli: Victor Hasler, Schweizer evangelischer Geistlicher und Hochschullehrer (* 1920)
- 22. Juli: Kusai Hussein, irakischer Politiker und Sohn von Saddam Hussein (* 1966)
- 22. Juli: Udai Hussein, irakischer Politiker und Sohn von Saddam Hussein (* 1964)
- 24. Juli: Ija Alexejewna Arepina, sowjetische Schauspielerin (* 1930)
- 24. Juli: Hans Schaffert, Schweizer evangelischer Geistlicher (* 1918)
- 25. Juli: Ludwig Bölkow, deutscher Ingenieur und Unternehmer (* 1912)
- 25. Juli: John Schlesinger, britischer Regisseur (* 1926)
- 26. Juli: Jürgen Brandt, deutscher General (* 1922)

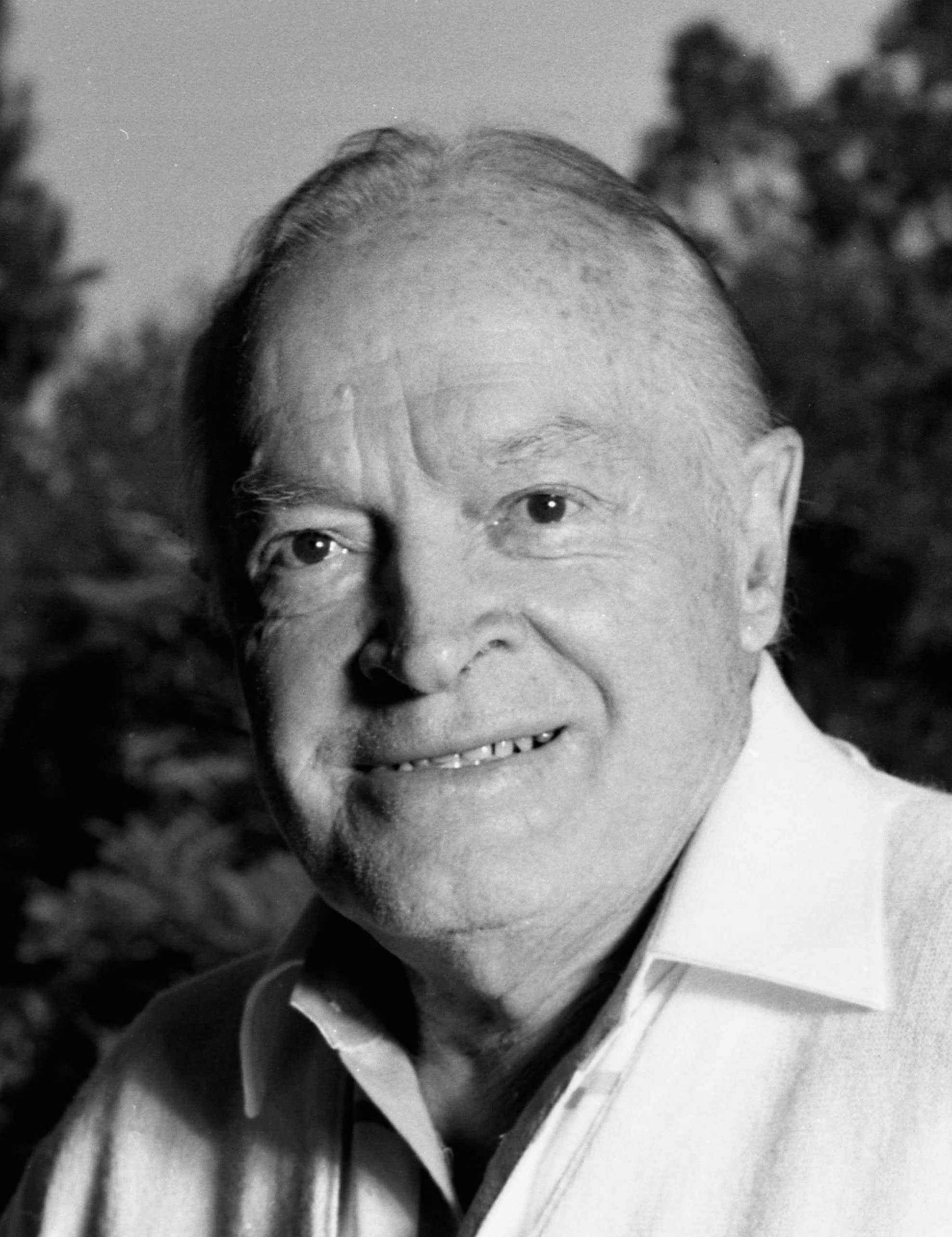
Bob Hope, 1986

- 27. Juli: Bob Hope, US-amerikanischer Komiker (* 1903)
- 28. Juli: Adrian Burk, US-amerikanischer American-Football-Spieler (* 1927)
- 30. Juli: Steve Hislop, britischer Motorradrennfahrer (* 1962)
- 31. Juli: João Ferreira Bigode, brasilianischer Fußballspieler (* 1922)
- 31. Juli: Henning Strümpell, deutscher General (* 1912)

### August
- 01. August: Marie Trintignant, französische Schauspielerin (* 1962)
- 02. August: Joachim Piefke, deutscher Manager (* 1921)
- 03. August: Joseph Saidu Momoh, Präsident von Sierra Leone (* 1937)
- 04. August: Frederick Chapman Robbins, US-amerikanischer Mikrobiologe (* 1916)
- 04. August: Anthony von Sourozh, russischer Bischof (* 1914)
- 05. August: Tite Curet Alonso, puerto-ricanischer Komponist (* 1926)
- 05. August: Heinz Krekeler, deutscher Chemiker und Politiker (* 1906)
- 07. August: Bianchi Anderloni, italienischer Automobildesigner und Unternehmer (* 1916)
- 07. August: Sibylle Courvoisier, Schweizer Schauspielerin (* 1943)
- 08. August: Robert Dutoit, französischer Autorennfahrer (* 1928)
- 08. August: Hermann Oxfort, Berliner Bürgermeister und Justizsenator (FDP) (* 1928)
- 09. August: Gregory Hines, US-amerikanischer Stepptänzer und Schauspieler (* 1946)
- 09. August: David Macdonald, kanadischer Organist (* 1952)
- 09. August: Bill Perkins, US-amerikanischer Jazzsaxophonist und -flötist (* 1924)
- 09. August: Skip Scott, US-amerikanischer Automobilrennfahrer (* 1941)
- 12. August: Esteban Servellón, salvadorianischer Komponist, Musiker, Dirigent und Musikpädagoge (* 1921)
- 13. August: Lothar Emmerich, deutscher Fußballspieler (* 1941)

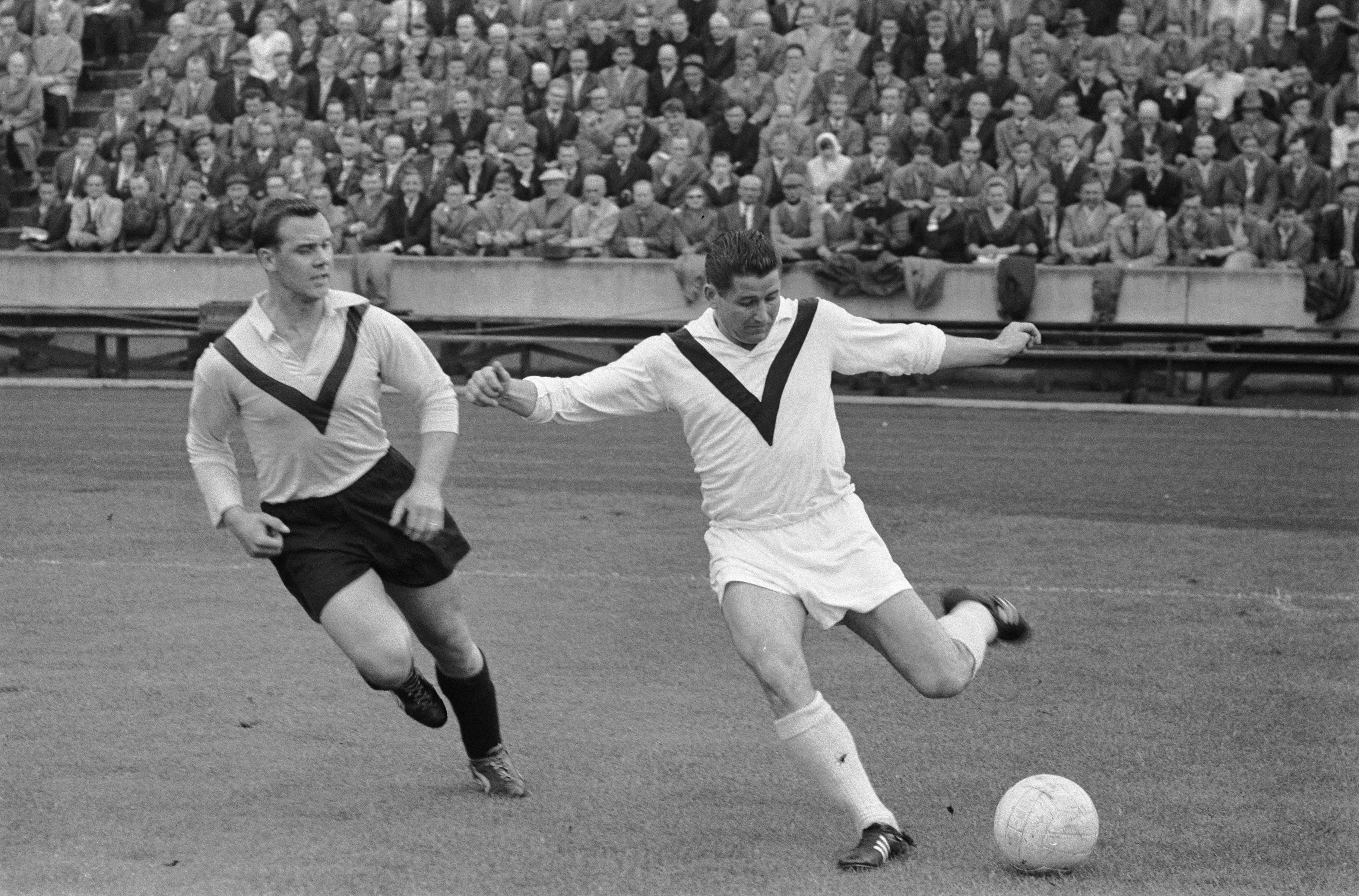
Helmut Rahn (rechts)

- 14. August: Helmut Rahn, deutscher Fußballspieler (* 1929)
- 14. August: Regina Weicker, deutsche Hörspiel- und Drehbuchautorin (* 1945)
- 16. August: Idi Amin, Diktator von Uganda (* zwischen 1923 und 1928)
- 18. August: Yolande Dulude, kanadische Sängerin (* 1931)
- 19. August: Rudolf Austen, deutscher Maler und Grafiker (* 1931)
- 19. August: Sérgio Vieira de Mello, UN-Sonderbeauftragter im Irak (* 1948)
- 19. August: Carlos Roberto Reina, honduranischer Politiker (* 1926)
- 19. August: Hermann Withalm, österreichischer Politiker (* 1912)
- 23. August: Lino Borges, kubanischer Bolerosänger (* 1932)
- 24. August: Wilfred Thesiger, britischer Forscher und Autor von Reiseberichten (* 1910)
- 28. August: Peter Hacks, deutscher Dramatiker (* 1928)
- 29. August: Horace Welcome Babcock, US-amerikanischer Astronom (* 1912)

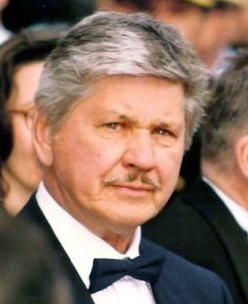
Charles Bronson

- 30. August: Charles Bronson, US-amerikanischer Schauspieler (* 1921)
- 30. August: Peter Meven, deutscher Opern- und Konzertsänger (* 1929)
- 31. August: Tadeusz Machl, polnischer Komponist, Organist und Musikpädagoge (* 1922)

### September
- 01. September: Sten G. Halfvarson, US-amerikanischer Musikpädagoge und Chorleiter (* 1915)
- 03. September: Ute Mora, deutsche Schauspielerin (z. B. Lindenstraße) (* 1945)
- 04. September: Lola Bobesco, rumänische Geigerin rumänischer Herkunft (* 1921)
- 04. September: Tibor Varga, ungarischer Violinist (* 1921)
- 05. September: Yūji Aoki, japanischer Manga-Zeichner (* 1945)
- 05. September: Gordon Binkerd, US-amerikanischer Komponist und Musikpädagoge (* 1916)
- 05. September: Heinz Cramer, deutscher Stabsoffizier und Moderner Fünfkämpfer (* 1911)
- 08. September: Leni Riefenstahl, deutsche Film-Regisseurin (* 1902)

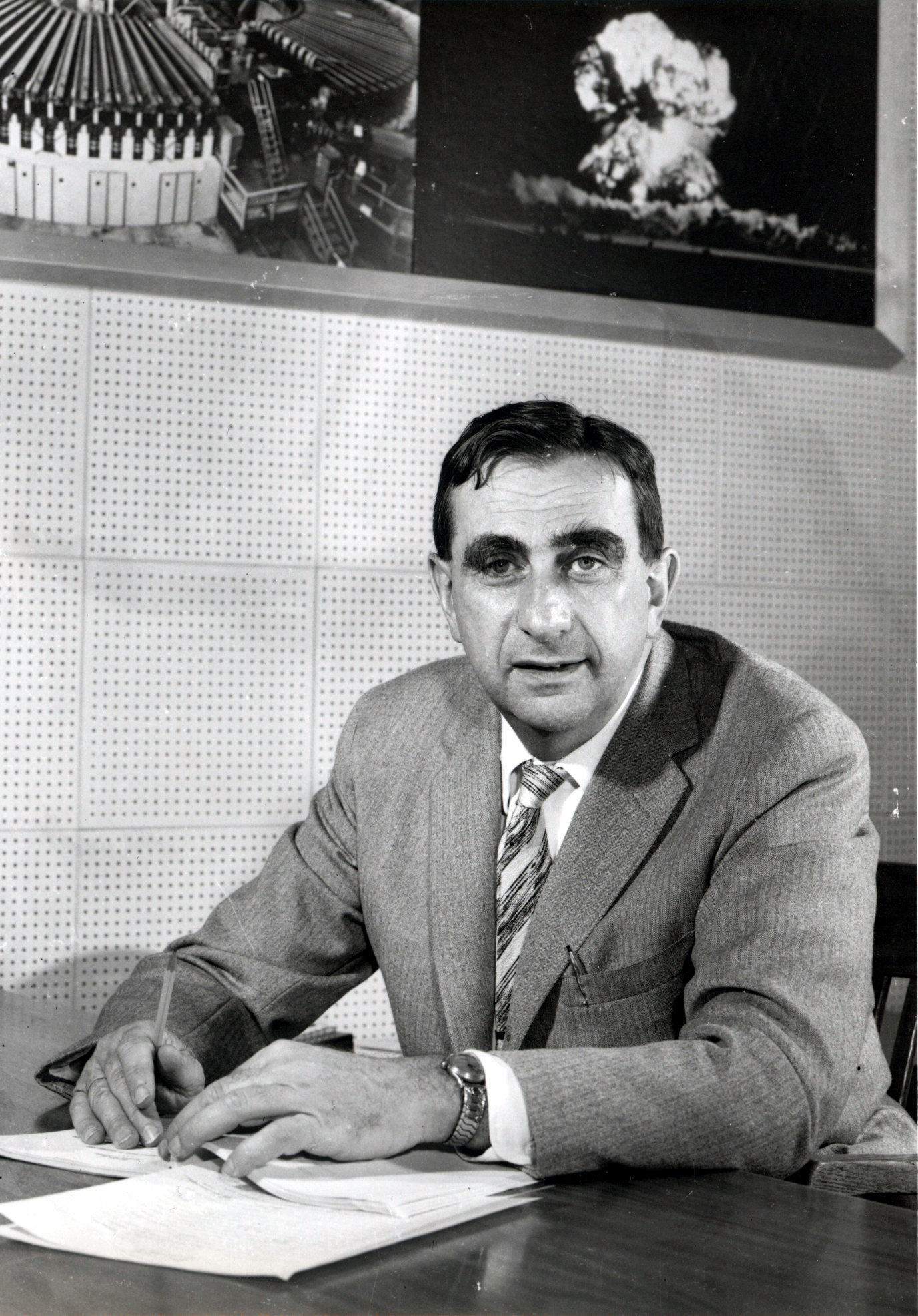
Edward Teller, 1958

- 09. September: Edward Teller, US-amerikanischer Physiker (* 1908)
- 11. September: Anna Lindh, schwedische Außenministerin (* 1957)
- 11. September: John Ritter, US-amerikanischer Schauspieler (* 1948)

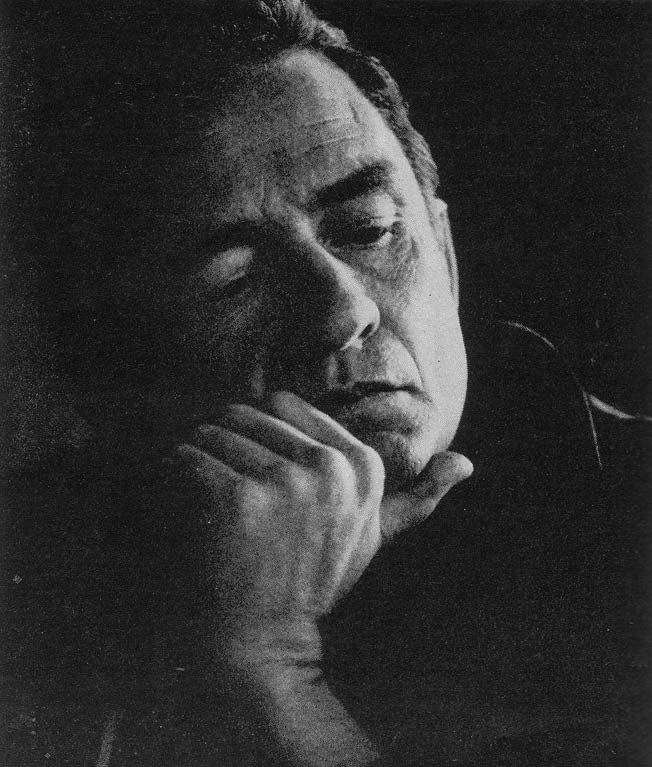
Johnny Cash, 1969

- 12. September: Johnny Cash, US-amerikanischer Country-Sänger (* 1932)
- 12. September: Ray Merrick, britischer Automobilrennfahrer (* 1918)
- 14. September: Walter Davy, österreichischer Schauspieler (* 1924)
- 17. September: Ljubica Marić, serbische Komponistin (* 1909)
- 19. September: Dursun Akçam, türkischer Schriftsteller (* 1930)
- 19. September: Richard Bein, deutscher Nachrichtendienstler (* 1920)
- 19. September: Slim Dusty, australischer Sänger (* 1927)
- 19. September: Kenneth E. Hagin, US-amerikanischer Pfingstprediger und Autor (* 1917)
- 19. September: Frank Lowe, US-amerikanischer Jazzsaxophonist (* 1943)
- 20. September: Josef Anselm Patritius Graf Adelmann von Adelmannsfelden Freiherr von Hake, deutscher Theologe und Schriftsteller (* 1924)
- 20. September: Gordon Mitchell, US-amerikanischer Schauspieler (* 1923)
- 24. September: Hugh Gregg, US-amerikanischer Politiker (* 1917)
- 24. September: Derek Prince, britischer Philosoph, Pfingstpastor und Autor (* 1915)
- 24. September: Ernest Stoeffler, deutsch-amerikanischer methodistischer Theologe (* 1911)
- 25. September: Josef Guggenmos, Lyriker und Kinderbuchautor (* 1922)
- 25. September: Franco Modigliani, italienischer Wirtschaftswissenschaftler (* 1918)
- 25. September: Edward Said, US-amerikanischer Literaturtheoretiker und -kritiker palästinensischer Herkunft (* 1935)
- 26. September: Shawn Lane, US-amerikanischer Rock- und Fusion-Gitarrist (* 1963)

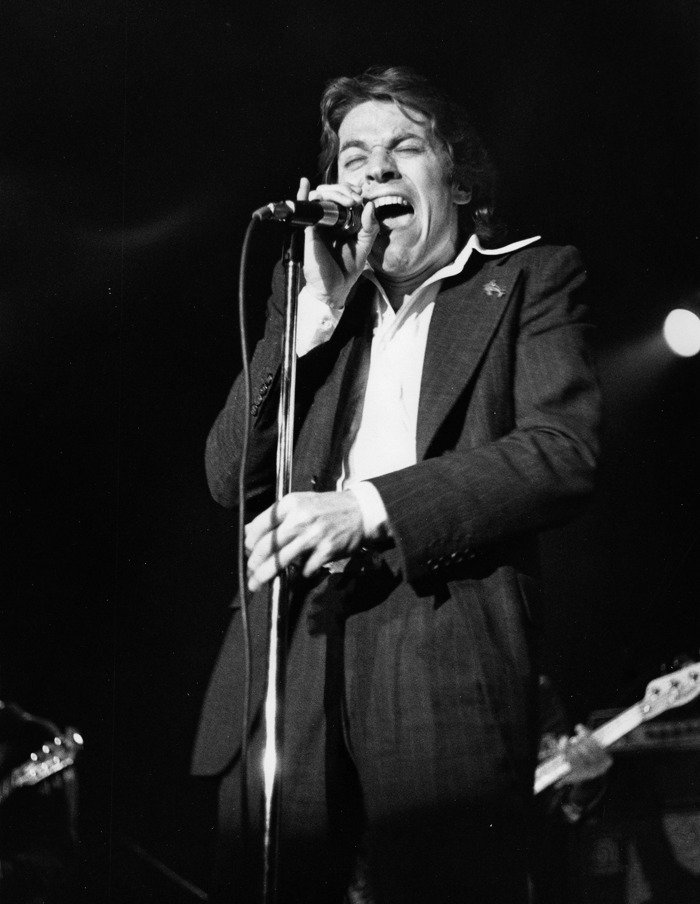
Robert Palmer, 1986

- 26. September: Robert Palmer, britischer Sänger (* 1949)
- 27. September: Fay Helm, US-amerikanische Schauspielerin (* 1909)
- 27. September: Jean Lucas, französischer Automobilrennfahrer (* 1917)
- 27. September: Claus Weyrosta, baden-württembergischer Politiker (* 1925)
- 28. September: Hanns Adrian, deutscher Architekt und Stadtplaner (* 1931)
- 28. September: Olle Anderberg, schwedischer Ringer (* 1919)
- 28. September: Elia Kazan, US-amerikanischer Regisseur (* 1909)

### Oktober

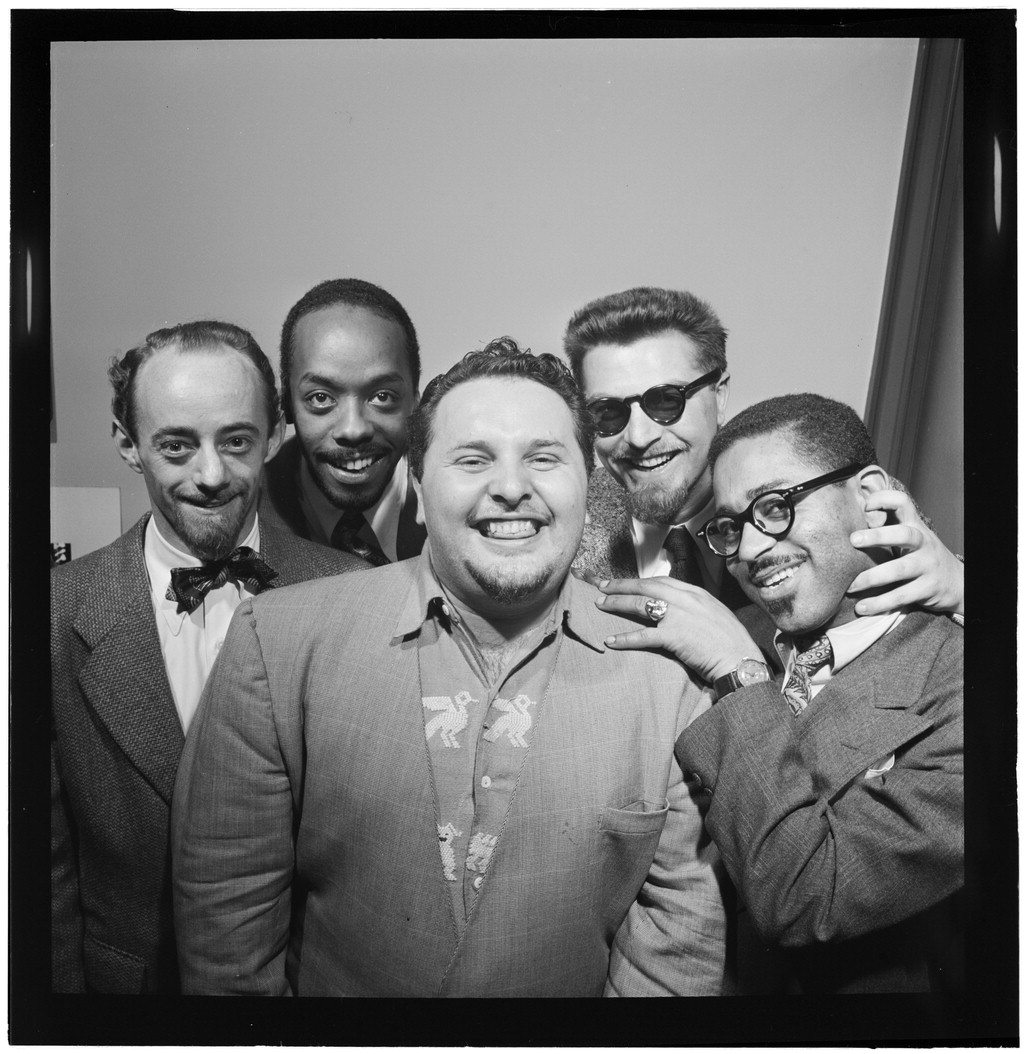
Chubby Jackson (Mitte), 1947

- 01. Oktober: Chubby Jackson, US-amerikanischer Jazzbassist (* 1918)
- 01. Oktober: Peter Schubert, deutscher Albanologe und Diplomat (* 1938)
- 02. Oktober: John Thomas Dunlop, US-amerikanischer Politiker und ehemaliger Arbeitsminister (* 1914)
- 02. Oktober: Gunther Philipp, österreichischer Schauspieler (* 1918)
- 05. Oktober: Neil Postman, US-amerikanischer Medienwissenschaftler (* 1931)
- 05. Oktober: Denis Quilley, britischer Schauspieler (* 1927)
- 07. Oktober: Israel Harold Asper, kanadischer Jurist, Medienunternehmer und Politiker (* 1932)
- 07. Oktober: Arthur Victor Berger, US-amerikanischer Komponist, Musikpädagoge und -kritiker (* 1912)
- 08. Oktober: Kozō Andō, japanischer Kendōka (* 1940)
- 09. Oktober: Justinas Bašinskas, litauischer Komponist (* 1923)
- 09. Oktober: Antanas Rekašius, litauischer Komponist (* 1928)
- 10. Oktober: Eugene Istomin, US-amerikanischer Pianist (* 1925)
- 11. Oktober: Ivan A. Getting, US-amerikanischer Physiker (* 1912)
- 13. Oktober: Bertram Brockhouse, kanadischer Physiker (* 1918)
- 14. Oktober: Moktar Ould Daddah, mauretanischer Politiker (* 1924)
- 14. Oktober: Heinz Quermann, deutscher Fernsehunterhalter (* 1921)
- 16. Oktober: László Papp, ungarischer Boxer (* 1926)
- 19. Oktober: Michael Hegstrand, US-amerikanischer Wrestler (* 1957 oder 1958)
- 19. Oktober: Alija Izetbegović, bosnischer Politiker und Staatsmann (* 1925)
- 19. Oktober: Nello Pagani, italienischer Motorrad- und Automobilrennfahrer (* 1911)
- 20. Oktober: Jack Elam, US-amerikanischer Schauspieler (* 1920)
- 20. Oktober: Miodrag Petrović Čkalja, serbischer Schauspieler und Komiker (* 1924)
- 20. Oktober: Frank Rand, US-amerikanischer Unternehmer und Automobilrennfahrer (* 1935)
- 22. Oktober: Ron Collier, kanadischer Jazzposaunist, Komponist und Arrangeur (* 1930)
- 23. Oktober: Song Meiling, Ehefrau von Chiang Kai-shek (* 1897)
- 25. Oktober: Primo Angeli, italienischer Jazz- und Unterhaltungsmusiker (* 1906)
- 26. Oktober: Johnny Boyd, US-amerikanischer Automobilrennfahrer (* 1926)
- 26. Oktober: Roberto García Morillo, argentinischer Komponist (* 1911)
- 26. Oktober: Peter Niklas Wilson, deutscher Jazzbassist und Musikwissenschaftler (* 1957)
- 29. Oktober: Eduard Buess, Schweizer evangelischer Geistlicher und Hochschullehrer (* 1913)
- 29. Oktober: Hal Clement, US-amerikanischer SF-Autor (* 1922)
- 30. Oktober: Abel Ehrlich, israelischer Komponist (* 1915)
- 30. Oktober: Steve O’Rourke, britischer Musikmanager, Rennstallbesitzer und Automobilrennfahrer (* 1940)
- 30. Oktober: Mike Yaconelli, US-amerikanischer Pastor, Ausbildner, Schriftsteller und Satiriker (* 1942)

### November
- 04. November: Lotte Berk, deutsch-britische Tänzerin, Gymnastik- und Tanzlehrerin (* 1913)
- 04. November: Jean-François Bovard, Schweizer Musiker (* 1948)
- 05. November: Władysław Kruczek, polnischer Politiker (* 1910)
- 06. November: Hallvard Johnsen, norwegischer Komponist (* 1916)
- 06. November: Pit Krüger, deutscher Komiker, Sänger und Schauspieler (* 1934)
- 07. November: Hans Walter Berg, Auslandskorrespondent der ARD in Asien (* 1916)
- 09. November: Art Carney, US-amerikanischer Schauspieler (* 1918)
- 10. November: Canaan Banana, Präsident von Simbabwe (* 1936)
- 12. November: Jonathan Brandis, US-amerikanischer Schauspieler (* 1976)
- 12. November: Artur Hennings, deutscher Schachspieler (* 1940)
- 12. November: Tony Thompsong, US-amerikanischer Schlagzeuger (* 1954)
- 13. November: Friedrich Gondolatsch, deutscher Astronom (* 1904)
- 16. November: Augustine Eugene Hornyak, serbischer Bischof und Exarch von Großbritannien (* 1919)
- 16. November: Martin Metz, rumäniendeutscher Kirchenmusiker und Komponist (* 1933)
- 16. November: Zbigniew Śliwiński, polnischer Pianist und Musikpädagoge (* 1924)
- 18. November: Michael Kamen, US-amerikanischer Filmmusikkomponist (* 1948)
- 20. November: Robert Alastair Addie, britischer Schauspieler (* 1960)
- 20. November: David Dacko, zentralafrikanischer Politiker (* 1930)
- 24. November: Louai al-Atassi, syrischer General und Politiker (* 1926)
- 25. November: Fernando Ariztía Ruiz, chilenischer Bischof (* 1925)
- 26. November: Werner Böckenförde, deutscher Domkapitular, Theologe und Jurist (* 1928)
- 26. November: Soulja Slim, US-amerikanischer Rapper (* 1977)
- 27. November: Riccardo Malipiero, italienischer Komponist (* 1914)
- 27. November: Will Quadflieg, deutscher Schauspieler (* 1914)
- 29. November: Tony Canadeo, US-amerikanischer American-Football-Spieler (* 1919)
- 29. November: Jesse Carver, englischer Fußballspieler und -trainer (* 1911)
- 30. November: Jack Brewer, US-amerikanischer Baseballspieler (* 1918)

### Dezember

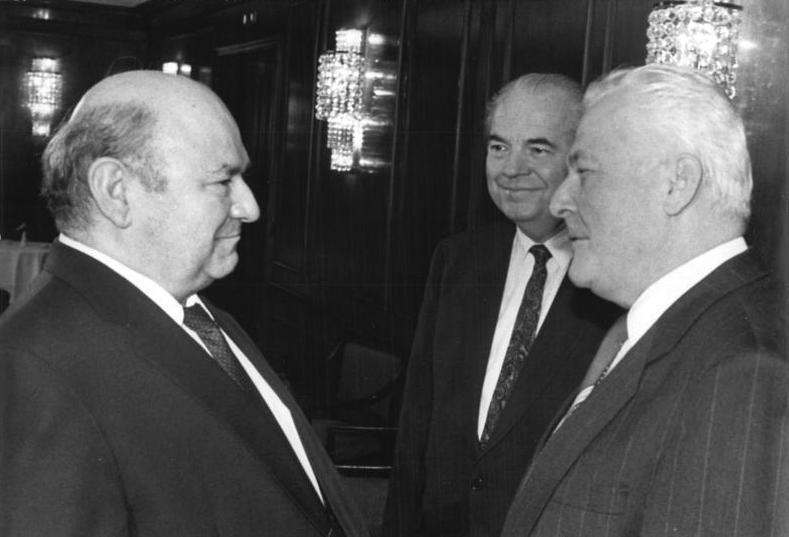
Ignaz Kiechle (links), 1987

- 02. Dezember: Ignaz Kiechle, deutscher Politiker (* 1930)
- 03. Dezember: David Hemmings, britischer Schauspieler (* 1941)
- 06. Dezember: Carlos Arana Osorio, guatemaltekischer General und Politiker (* 1918)
- 07. Dezember: Carl Ferdinand Howard Henry (* 1913), US-amerikanischer Baptistenpastor, Hochschullehrer für Religionsphilosophie und Theologie, Autor, Herausgeber und Gründer evangelikaler Institutionen
- 07. Dezember: Raúl Vale, mexikanischer Sänger, Komponist und Schauspieler (* 1944)
- 11. Dezember: Bernard Dorival, französischer Kunsthistoriker und Kunstkritiker (* 1914)
- 12. Dezember: Heydər Əliyev, aserbaidschanischer Politiker (* 1923)
- 12. Dezember: Éva Besnyő, ungarisch-niederländische Fotografin (* 1910)
- 14. Dezember: Jeanne Crain, US-amerikanische Schauspielerin (* 1925)
- 15. Dezember: Samuel R. Külling, Schweizer evangelisch-reformierter Pfarrer, Alttestamentler und Gründer und Rektor der FETA/STH (* 1924)
- 16. Dezember: Judd Marmor, US-amerikanischer Psychiater (* 1910)
- 16. Dezember: Gary Stewart, US-amerikanischer Countrymusiker und Liedtexter (* 1944)
- 17. Dezember: Otto Graham, US-amerikanischer American-Football-Spieler und -Trainer, Basketballspieler (* 1921)
- 18. Dezember: Pierre Daignault, kanadischer Schauspieler, Folksänger und Schriftsteller (* 1925)
- 19. Dezember: Hope Lange, US-amerikanische Schauspielerin (* 1933)
- 21. Dezember: Alfonso zu Hohenlohe-Langenburg, deutscher Jet-Set-Star (* 1924)
- 22. Dezember: Dave Dudley, (eigentlich Darwin David Pedruska), US-amerikanischer Country-Sänger (* 1928)
- 22. Dezember: Doris Shadbolt, kanadische Kunsthistorikerin (* 1918)
- 23. Dezember: Don Lamond, US-amerikanischer Jazzschlagzeuger (* 1920)
- 23. Dezember: Curley Money, US-amerikanischer Country-Musiker (* 1925)
- 27. Dezember: Alan Bates, englischer Schauspieler (* 1934)
- 27. Dezember: Vestal Goodman, US-amerikanische Gospel-Sängerin (* 1929)
- 29. Dezember: Tino Schwierzina, einziger nach dem Mauerfall gewählter Oberbürgermeister von Ost-Berlin (* 1927)
- 31. Dezember: John Prchlik, US-amerikanischer American-Football-Spieler (* 1925)

### Datum unbekannt
- Pedro Lerma, spanischer Pianist und Musikpädagoge (* 1916)
- Eduardo Maturana, chilenischer Komponist (* 1920)
- Lieselotte Voellner-Gallus (* 1919), deutsche Ärztin und Bildhauerin
- Alfred Ziethlow, deutscher Maler und Zeichner (* 1911)

## Wissenschaftspreise

### Nobelpreise

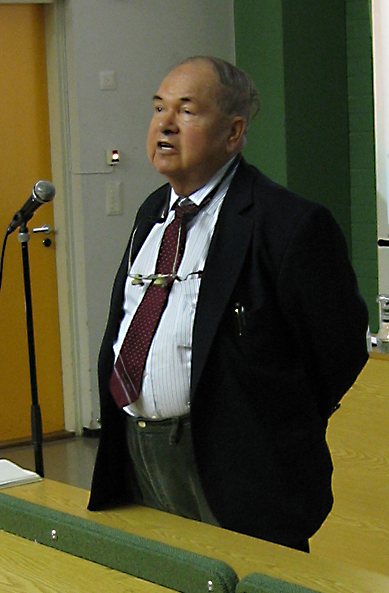
Alexei Abrikosow, 2006

- Physik: Alexei Abrikosow, Witali Ginsburg und Anthony James Leggett
- Chemie: Peter Agre und Roderick MacKinnon
- Medizin: Paul C. Lauterbur und Peter Mansfield
- Literatur: J. M. Coetzee
- Friedensnobelpreis: Schirin Ebadi
- Wirtschaftswissenschaften: Robert F. Engle und Clive W. J. Granger

### Turing Award
- Alan Kay, für Grundideen moderner objektorientierter Programmiersprachen mit der Entwicklung von Smalltalk und deren grafischer Entwicklungsumgebung, sowie die Integration von deren Konzept in den Xerox Alto und das Dynabook und damit Beiträge zum Personal Computing.

## Weitere Preise
- Der Karlspreis 2003 für europäische Völkerverständigung wurde an Valéry Giscard d’Estaing (Präsident des Europäischen Konvents) verliehen
- Den Büchnerpreis erhielt Alexander Kluge
- Der Friedenspreis des Deutschen Buchhandels ging an Susan Sontag
- Erstmalige Vergabe des BIENE-Awards